# Historia del Ecuador
Se entiende por Historia del Ecuador al conjunto de hechos y procesos que ocurrieron en los territorios de la actual República del Ecuador desde las primeras ocupaciones humanas hasta la actualidad. La historia del Ecuador suele dividirse en 3 etapas principales: El período Prehispánico o Aborigen, la época colonial, y la época republicana.
Las evidencias más antiguas conocidas de actividad humana en el país datan de al rededor de 12 mil años atrás, dando inicio al período prehispánico en Ecuador. A lo largo de este período, el territorio ecuatoriano fue habitado por una gran diversidad de culturas indígenas. Estas culturas no dejaron registros escritos de su historia, por lo que hoy en día las conocemos solamente por medio de sus restos arqueológicos. Los primeros registros históricos que tenemos del país se remontan a finales de los 1400s y principios de los 1500s después de cristo, y narran la conquista de grandes porciones del territorio ecuatoriano por parte del imperio incaico.  
En 1534, cuando el imperio inca alcanzaba a su máximo poderío, varios conquistadores españoles llegaron a las costas de Sudamérica con intenciones de apoderarse del incario en nombre del rey de España, dando así inicio a la época colonial. Los conquistadores españoles fueron responsables de la fundación de las principales ciudades del país, incluyendo Quito, Guayaquil, Cuenca, Portoviejo, Loja, etc. A lo largo de este período se crearon varias instituciones coloniales, que explotaron la fuerza de trabajo de los indígenas para el beneficio de los blancos y españoles. Como consecuencia, el cristianismo y la lengua castellana reemplazo a gran cantidad de lenguas y religiones nativas. Adicionalmente, los primeros pobladores negros fueron traídos de manera forzosa desde el contiene africano a través del comercio de esclavos.  
En 1809 se dio un levantamiento en Quito contra el imperio español, el cual daría inicio a las guerras de la independencia. El bando independentista conseguiría la victoria en 1822, tras vencer la batalla de Pichincha, logrando así la emancipación del territorio ecuatoriano, tras lo cual estos pasaron a formar parte de la recién creada república de Gran Colombia. Sin embargo, esta se disolvió en 1830, dando paso al nacimiento del Ecuador independiente y al período republicano. La república del Ecuador se mantiene hasta hoy en día, y a lo largo de su existencia ha experimentado varias guerras civiles y conflictos limítrofes con el país vecino del Perú.  

## Etapa prehispánica
Se entiende como período prehispánico o período precolombino al intervalo de tiempo que va desde la llegada de los primeros humanos al continente americano hasta la conquista y ocupación europea del continente. Al no existir registros escritos de este período de la historia del Ecuador, todo lo que se sabe sobre la etapa prehispánica proviene de los restos arqueológicos hallados a lo largo del país.  
La cronología del período prehispánico en Ecuador fue desarrollada inicialmente por los arqueólogos estadounidenses Betty Meggers, Clifford Evans y el ecuatoriano Emilio Estrada en las décadas de 1950 y 1960, y fue "oficializada" con la publicación del libro Ecuador: Ancient Peoples and Places (Gentes antiguas y lugares) en 1966. Dicha cronología se divide en 4 periodos: 
- Período precerámico
- Período formativo
- Período de desarrollo regional
- Período de integración

Sin embargo, algunos investigadores han propuesto la existencia de un quinto período anterior al precerámico, el período paleoindio. Este período inicia hace alrededor de 13 mil años, durante este período los primeros americanos convivieron con la megafauna nativa del continente, como mastodontes o glyptodontes.  Las personas de este tiempo vivían de la caza de estos grandes animales, sin embargo la gran mayoría de especies de megafauna nativas se extinguieron tras el contacto con el ser humano, dando así paso al período precerámico.

### Período precerámico

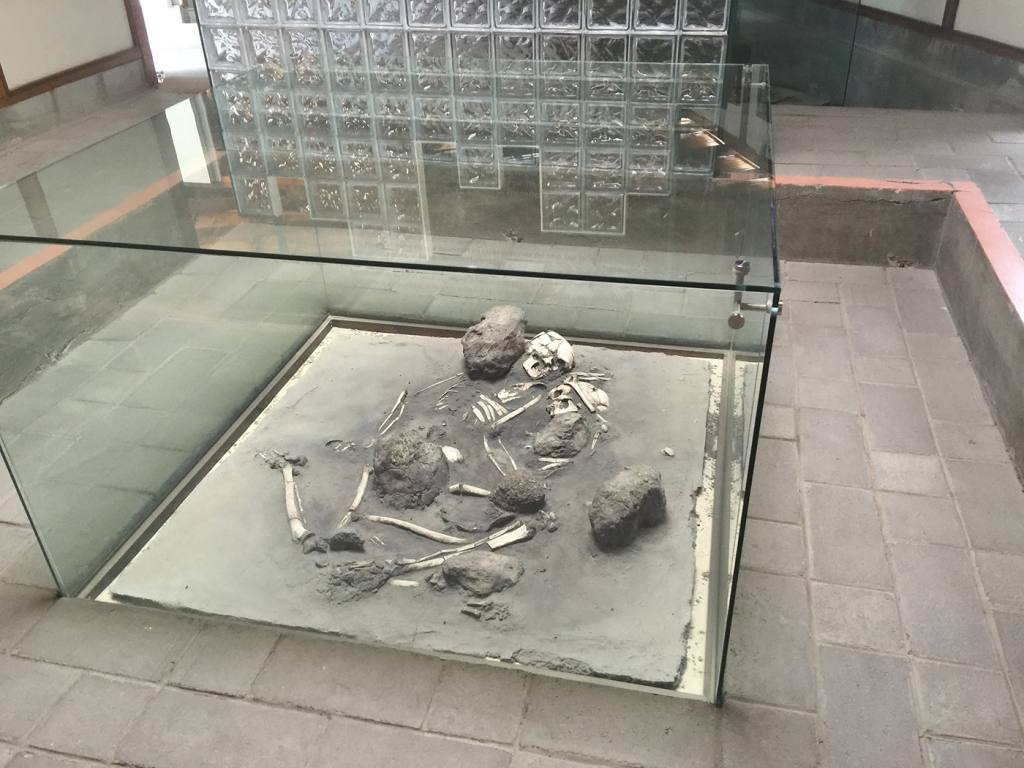
Los Amantes de Sumpa son los restos de dos personas de la Cultura Las Vegas. Son conocidos debido a que parece que fueron enterrados abrazados.

El período precerámico, como su nombre lo indica, se caracteriza porque los habitantes de aquel entonces todavía no dominaban la alfarería. Debido a esto, la mayor cantidad de restos arqueológicos de este período son herramientas de piedra. 
En el sitio arqueológico El Inga, ubicado en las faldas del volcán Ilaló, en la Sierra Norte, se encontraron algunas de las evidencias más antiguas de actividad humana en el país. Se hallaron los restos de un grupo de cazadores y recolectores que fabricaban herramientas de obsidiana, incluyendo un tipo de puntas de flecha conocidas como puntas de "cola de pescado" debido a su forma característica. Los hallazgos de El Inga han sido fechados hasta momentos tan antiguos como 10 mil años a. C. Otros lugares donde se han encontrado restos similares son la cueva de  Chobshi, en Azuay o el sitio de Cubilán, en Loja, donde se encontraron los restos de un campamento de cazadores.
Por otro lado, en la región Costa, en la península de Santa Elena vivió la llamada Cultura Las Vegas (7 mil a 4 mil años a. C.). Estas personas vivieron de la caza, la pesca y la recolección, sin embargo, existen evidencias de la manipulación intencionada del ecosistema que eventualmente conduciría a la invención de la agricultura. De hecho, hay evidencias de que la gente de Las Vegas ya cultivaba calabazas alrededor del 9 mil a. C. En el sitio  arqueológico Las Vegas (el cual da nombre a la cultura) se encontraron los restos de una aldea que data a los momentos tardíos de dicha cultura, está compuesta por chozas de madera y paja. Además de que se encontraron 192 enterramientos de la época, de entre estos destaca la tumba de los conocidos como Amantes de Sumpa.

### Período formativo o Agroalfarero
El concepto de Período formativo es utilizado en varias regiones de América, y es equivalente al concepto de período Neolítico utilizado en otros lugares del mundo. Durante este período sucede la adopción de la agricultura como medio de subsistencia, el cambio del estilo de vida de poblaciones nómadas a sedentarias, que trae consigo la aparición de los primeros pueblos y el desarrollo de la cerámica y las herramientas de piedra pulida.
Los desarrollos propios del período Formativo parecen haber ocurrido en la Costa antes que en la Sierra. De hecho, las costas del ecuador fueron uno de los "puntos calientes" donde se desarrolló la agricultura.
El periodo formativo en la costa ecuatoriana ha sido dividido en 3 etapas:
- Formativo Temprano (c. 4400-1450 a. C.), período durante el cual la Cultura Valdivia ocupó extensos territorios de las provincias de Manabí, Esmeraldas y la provincia de Santa Elena. Es una de las candidatas a poseer la alfarería más antigua de América. Entre las cosas más destacadas de esta cultura está la fabricación de las figurillas de cerámica conocidas como Venus de Valdivia.[7]

- Formativo Medio (c. 1430-830 a. C.), la Cultura Machalilla vivió durante esta etapa. Fue una cultura marcadamente costera, ocupó territorios de la actual provincia ecuatoriana de Manabí, y parte de las provincias vecinas de Santa Elena. Los artesanos de Machalilla produjeron algunos de los objetos de bronce más antiguos conocidos en Ecuador.[8] Esta cultura mantenía relaciones comerciales de larga distancia, tanto con la sierra ecuatoriana como con el Perú y Mesoamérica.[7]

- Formativo Tardío (c. 1300-300 a. C.), durante el cual, la Cultura Chorrera ocupó áreas muy extensas del actual ecuador, casi todas las regiones costaneras e inclusive a algunas de la sierra. Por este motivo existen los arqueólogos han debatido sobre si Chorrera fue verdaderamente una cultura o más bien un grupo de culturas indígenas con características similares.[7]

Mientras tanto, en la Región Amazónica habitó la Cultura Mayo-Chinchipe-Marañon, en la actual provincia de Zamora Chinchipe y en la provincia peruana de Bagua. Esta cultura destaca por ser la primera en cultivar el Cacao.

### Período de desarrollo regional o agrominero

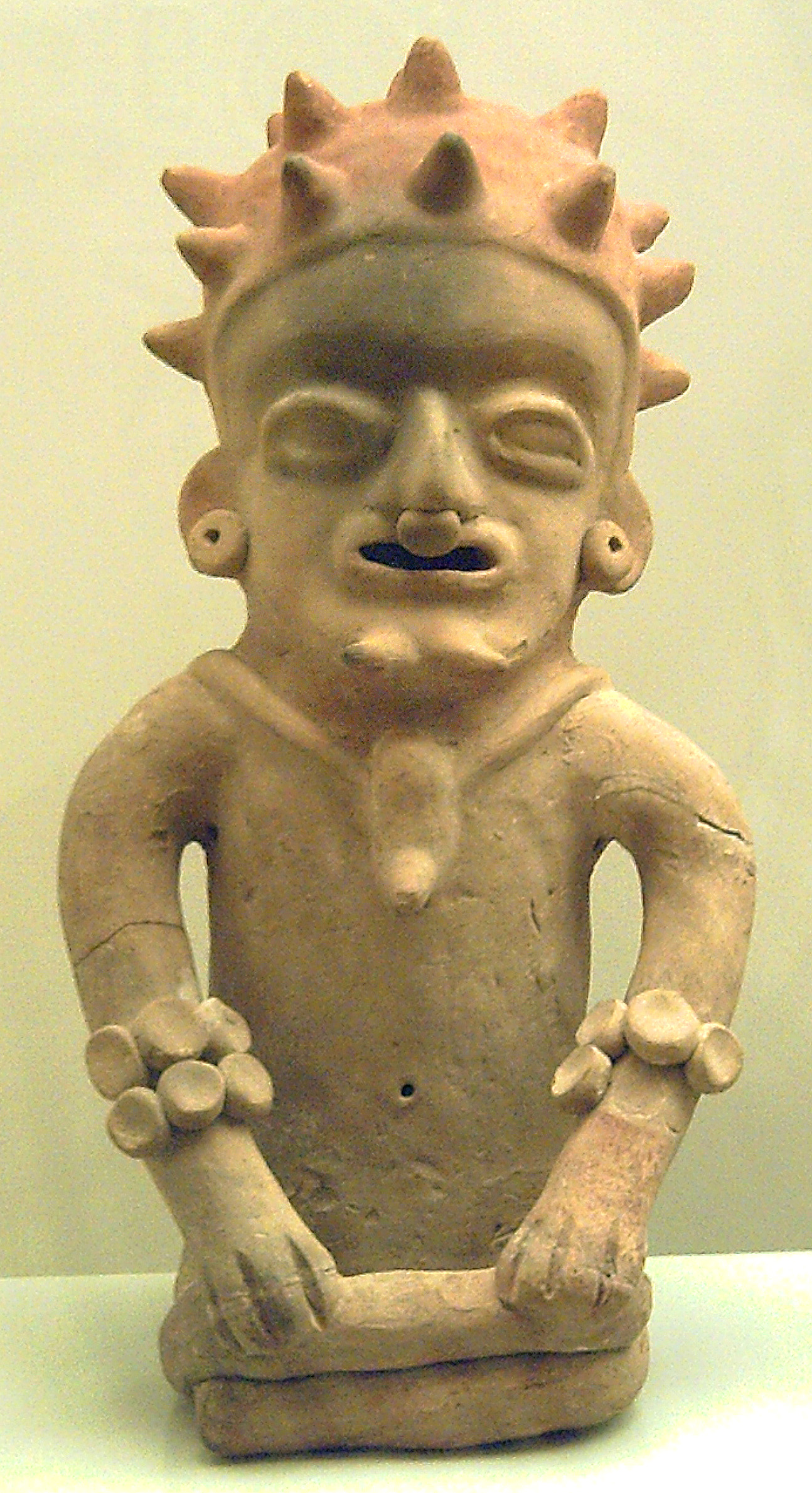
Figurilla de la Cultura Bahía (300a.C.- 500 d. C.).

El período de Desarrollo Regional determinó por primera vez las diferencias regionales o territoriales en la organización política y social de los pueblos que la conformaron. Entre los principales pueblos de este período estuvieron las culturas: Jambelí, Guangala, Bahía, Daule-Tejar, La Tolita, Jama-Coaque en la costa ecuatoriana, mientras en la serranía aparecían Cerro Narrío y Alausí; así también en la selva amazónica ecuatoriana se organizaron Los Tayos y Mayo-Chinchipe.
La Chimba es el sitio cerámico más temprano de los Andes septentrionales, al norte de Quito, y es representativa del Período Formativo en su última etapa. Sus habitantes establecieron contacto con varios pueblos de la costa y de la sierra, manteniendo íntima cercanía con la cultura Cotocollao, localizada en la meseta de Quito y sus valles aledaños.
La Cultura Bahía ocupó los territorios que se extienden desde las estribaciones de la cordillera de los Andes hasta el Océano Pacífico; y desde Bahía de Caraquez, hasta el sur de Manabí.
La Cultura Jama-Coaque habitó las zonas comprendidas entre cabo de San Francisco, en Esmeraldas; hasta Bahía de Caráquez, en Manabí, en una zona de colinas boscosas y extensas playas que facilitaron a sus inmigrantes la recolección de recursos tanto de la selva como del mar.

### Período de integración o señoríos étnicos
Durante este periodo surgen importantes señoríos, confederaciones, estados y ciudades, siendo las áreas más importantes las de la costa y sierra. 
Los Manteños constituyen la última cultura precolombina en la región litoral del Ecuador, y fueron quienes, desde sus poblados, contemplaron las naves españolas por primera vez surcando las aguas ecuatoriales del Mar del Sur. De acuerdo con la evidencia arqueológica y las crónicas de los españoles, se extendía desde la actual Bahía de Caraquez en la provincia de Manabí, pasando por el Cerro de Hojas y extendiéndose hasta el sur de la provincia.
Los mantas desarrollaron delicadas técnicas para el trabajo en oro y plata, y dedicaron gran parte de sus actividades a los aspectos religiosos. Unos de sus artefactos más conocidos son sus sillas o tronos, que se encontraban en el Cerro de Hojas de Manabí, los cuales tenían fines religiosos y políticos. Acostumbraban a hacer sacrificios humanos, y adoraban a la serpiente, el jaguar o puma, y a la diosa Umiña, representada por una gran esmeralda. El centro de esta cultura, la actual Manta, se llama así en honor a esta cultura.
La cronología determinada para la cultura se extiende desde el año 600 de nuestra era hasta 1534, año en que Francisco Pacheco fundó la villa de Puerto Viejo.
Esta civilización levantó ciudades tales como Tacames, Qanque, Jocay, etc., sin embargo la ciudad más importante de esta civilización fue Cancebí, ciudad que albergó a más de 50.000 habitantes.
Los Huancavilcas constituyen la cultura preocolombina más importante del Guayas. Fueron conocidos en las crónicas sobre todo por sus características físicas, que impresionaron a los primeros españoles. Se relata que eran una raza guerrera, y se deformaban el cráneo y se trasquilaban dejándose una corona a "manera de fraile". Además tenían la costumbre de extraerse los dientes incisos a temprana edad, como un ritual en señal de sacrificio a sus dioses.
De la cultura huancavilca viene la leyenda de Guayas y Quil, la cual le da el nombre a la ciudad de Guayaquil.
En la sierra ecuatoriana se pueden distinguir siete grandes culturas, estas son: los Caranquis, Yumbos, Kitus, Panzaleos, Puruháes, Cañaris y Paltas.
Los Caranquis-Cayambes fueron una de las culturas más interesantes del Ecuador, fueron un Estado diárquico, con capitales en Caranqui y Cayambe. Esta diarquía corresponde a una dualidad muy típica en el mundo andino. 

Hicieron ciudades y centros administrativos que estaban conformados por pirámides escalonadas y truncadas; la función de estas sería ceremonial, astronómica y vivencial, además de las pirámides hicieron tolas o montículos de tierra artificiales, que tuvieron funciones ceremoniales, vivenciales y funerarias. Finalmente cabe destacar que esta cultura tenía la tradición de deformarse el cráneo de una manera muy parecida a los egipcios. Unos ejemplos de estos sitios son: Zuleta, Cochasquí, Socapamba, Perugachi y Pinsaqui.

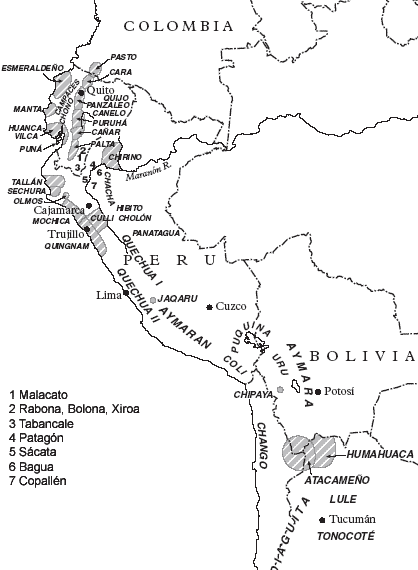
Lenguas preincaicas en el.

Los Yumbos al igual que los Caranquis tenían la costumbre de hacer tolas, aunque estos muchas veces las solían hacer con doble rampa en lados opuestos y de formas geométricas diferentes. La importancia de esta cultura destaca en el sitio de Tulipe, en este gran centro ceremonial existen un conjunto de 7 piscinas hechas con piedra de las cuales se dice que servirían para la observación astronómica.
Los Quitus o Kitus, fueron una cultura que se desarrolló en la actual provincia de Pichincha, a diferencia de sus vecinos del norte (Caranquis y Yumbos) estos solían entrerrar a sus muertos en la tierra cavando profundos pozos circulares. En cuanto a la arquitectura esta cultura utilizó la técnica del bahareque para sus construcciones, además sitios arqueológicos como Rumipamba muestran que utilizaban la piedra para edificar complejos ceremoniales, aunque sin embargo estos no eran muy complejos.
Los Panzaleos no dejaron grandes vestigios arqueológicos, pero en cambio dejaron una profunda huella cultural en la cerámica, su trabajo en la alfarería fue famoso en el mundo andino ecuatoriano.
Los Puruháes o Puruwáes fueron un conjunto de cacicazgos, fueron grandes ceramistas y por desgracia actualmente los vestigios arqueológicos de esta cultura no existen debido a que ellos hacían sus construcciones en adobe. Los vestigios arquitectónicos en esta cultura corresponderían a los Incas sin embargo la ciudad de Riobamba (la primera) fue destruida en un terremoto en 1797, mientras que el poblado de Cacha sufrió el mismo destino tiempo antes, por eso en la actualidad no existe algún otro complejo arquitectónico en territorio de Puruhá.
Los Cañaris (hoy Azuay y Cañar), estos fueron otra de las grandes culturas del Ecuador, fueron grandes alfareros y orfebres, siendo que su trabajo ha sido encontrado hasta en Bolivia, también fueron grandes comerciantes, llegando a comerciar con culturas en la costa del Ecuador y la Mochica en la costa central de Perú. 
Los Cañaris habrían tenido un gobierno diárquico, al igual que los Caranquis-Cayambes, con capitales en Hatun Cañar y Shabalula (Sígsig). Hicieron grandes poblaciones y centros administrativos en lo que hoy son las provincias de Azuay y Cañar, uno de los más importantes que existen hoy en día es Shabalula. 
En Shabalula, a mediados del siglo XIX se encontró una gran necrópolis de caciques cañaris, estas tumbas estuvieron adornadas con mucho oro, plata y cerámica. Lamentablemente la falta de interés del estado ecuatoriano y la falta de arqueólogos provocó que los huaqueros se llevaran todo ese patrimonio sin dejar nada. Muchas de las piezas fueron a dar en museos de Estados Unidos, Europa y en Colecciones Privadas. Marshall Saville, explorador estadounidense, recopiló varios de los objetos que pudo comprar y los llevó al museo del Indio Americano en USA y además publicó un libro llamado "The Gold Treasure of Sigsig, Ecuador."
Shabalula fue un gran complejo que tenía funciones políticas, administrativas y religiosas, así pues en este sitio encontramos grandes complejos como el Castillo de Duma, el adoratorio, las ruinas de un templo cercanos a un lago de totora, un observatorio, y cerca de 100 casas de piedra destinadas a ser viviendas de la aristocracia Cañari. 
A mediados del siglo XIX, en los cantones de Gualaceo (Chordeleg) y Sigsig, se encontraron una serie de tumbas, de gobernantes Cañaris, ricas en metales preciosos y cerámica, lamentablemente la mayoría de lo encontrado fue saqueado y vendido, por fortuna Marshall Saville escribió un libro sobre las piezas extraídas, el libro se llamó "El Tesoro de Oro del Sigsig, Ecuador", así como hay otros libros que hablan de las huacas de Chordeleg. 
La influencia Inca en esta cultura fue más fuerte que en cualquier otra del Ecuador, así pues casi todos los sitios arqueológicos Cañaris tienen fuerte presencia Inca, la razón se debe a que los Incas fundaron Tomebamba (Tumipampa), la capital norteña del imperio, y otros centros administrativos como Molleturo, Cañaribamba e Ingapirca en este territorio, además desde territorio Cañari se reforzaron para conquistar a los grupos étnicos de la costa y sierra centro-norte del Ecuador. 
Los Paltas, fueron un gran conjunto de tribus que abarcaron lo que hoy es la provincia de Loja y parte de la provincia de Morona Santiago y Zamora-Chinchipe. Fue la primera cultura del Ecuador en ser conquistada por los Incas. De la misma etnia, los Bracamoros nunca fueron dominados por los incas y ocupaban un territorio que se extendió entre Loja, Zamora-Chinchipe, Pastaza y Morona Santiago. Son conocidos hoy como Shuar. También fue descubierto recientemente los vestigios de una batalla entre Bracamoros e Incas en un poblado del cantón Palanda (Zamora-Ch.). 

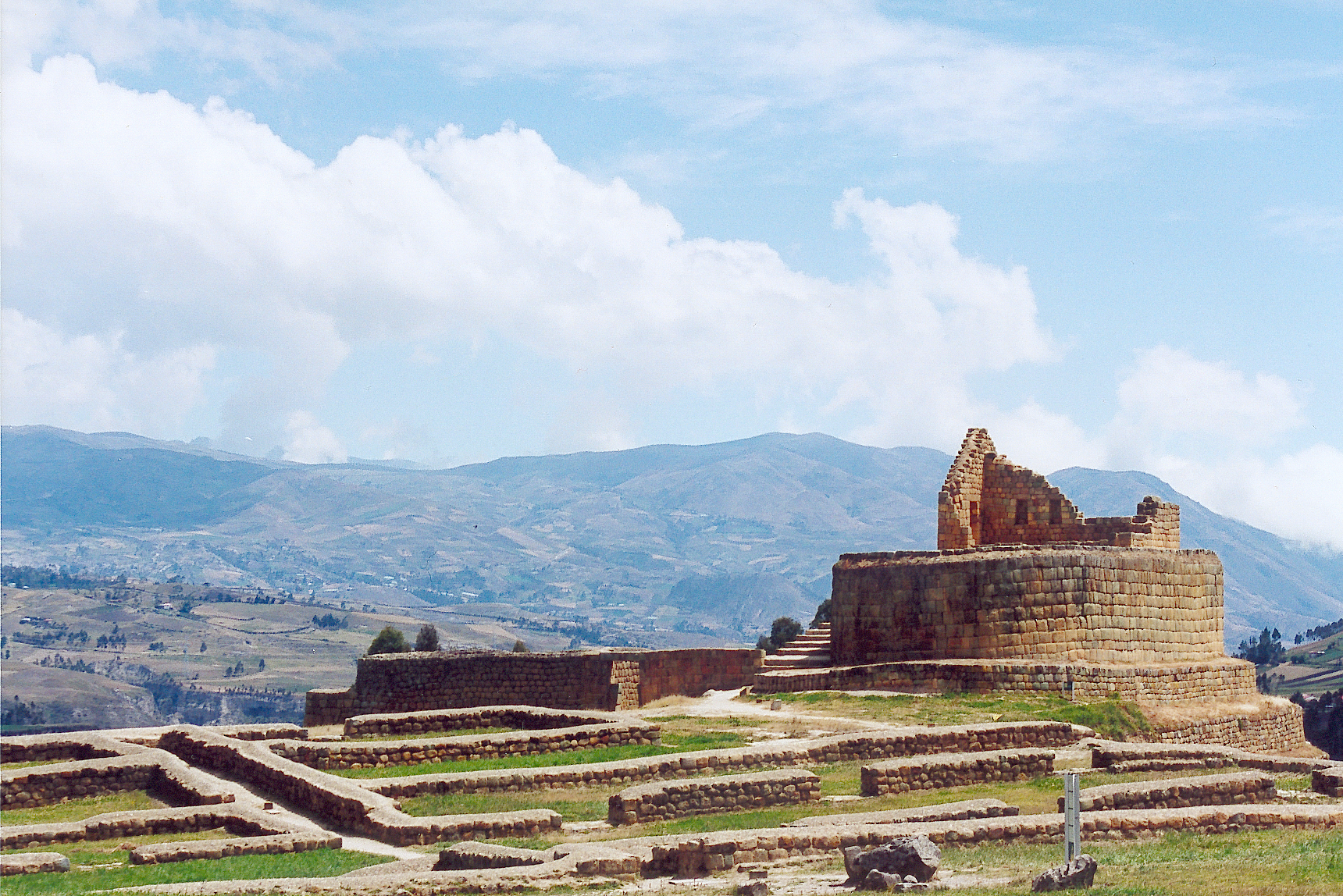
Ruinas del castillo inca de Ingapirca.

### La irrupción inca
Luego de invadir y conquistar a los Paltas, los Incas empezaron a avanzar sobre los Cañaris. Fue aún más difícil para ejércitos incaicos, pues los rechazaron luchando con bravura, obligándolos a replegarse hacia tierras de lo que hoy es Saraguro, donde debieron esperar la llegada de refuerzos para poder reiniciar la campaña. Esta vez, considerando la inmensa superioridad numérica de los incas, los Cañaris prefirieron pactar y someterse a las condiciones impuestas. Después de esto Túpac Yupanqui fundó la ciudad de Tomebamba, actual ciudad de Cuenca, donde nacería Huayna Cápac quien, a su vez, tuvo varios hijos, de los cuales dos destacaron, sobre todo por su protagonismo en los sucesivos acontecimientos: Huáscar y Atahualpa. Después de la muerte de su progenitor ambos acumularon poder político y militar a la vez que articularon pueblos y nacionalidades en torno a sus respectivos proyectos políticos para el llamado Tahuantinsuyo. Todo desembocó en una serie continua de acontecimientos bélicos (dos mil kilómetros a pie, trece batallas, medio millón de hombres de guerra en pie) cuyo increíble final fue el de la derrota de las huestes oficiales incas de Huáscar, quien fue hecho prisionero y ejecutado. A la par, intervenía un agente inesperado para terciar por el poder y quien finalmente se impuso por un período que duraría trescientos años: los españoles. Tanto las relaciones bélicas, como la intervención española en el escenario histórico han sido estudiadas por el historiador ecuatoriano Luis Andrade Reimers, quien ha logrado aportar un punto de vista objetivo sobre tales acontecimientos.

## La conquista de Ecuador

Paisaje que recrea la fauna y la flora doméstica del Corregimiento de Quito; publicado en la Obra Relación Histórica del Viaje a la América Meridional, de Jorge Juan y Antonio de Ulloa durante la realización de la Misión Geodésica Francesa en la Real Audiencia de Quito en 1735.

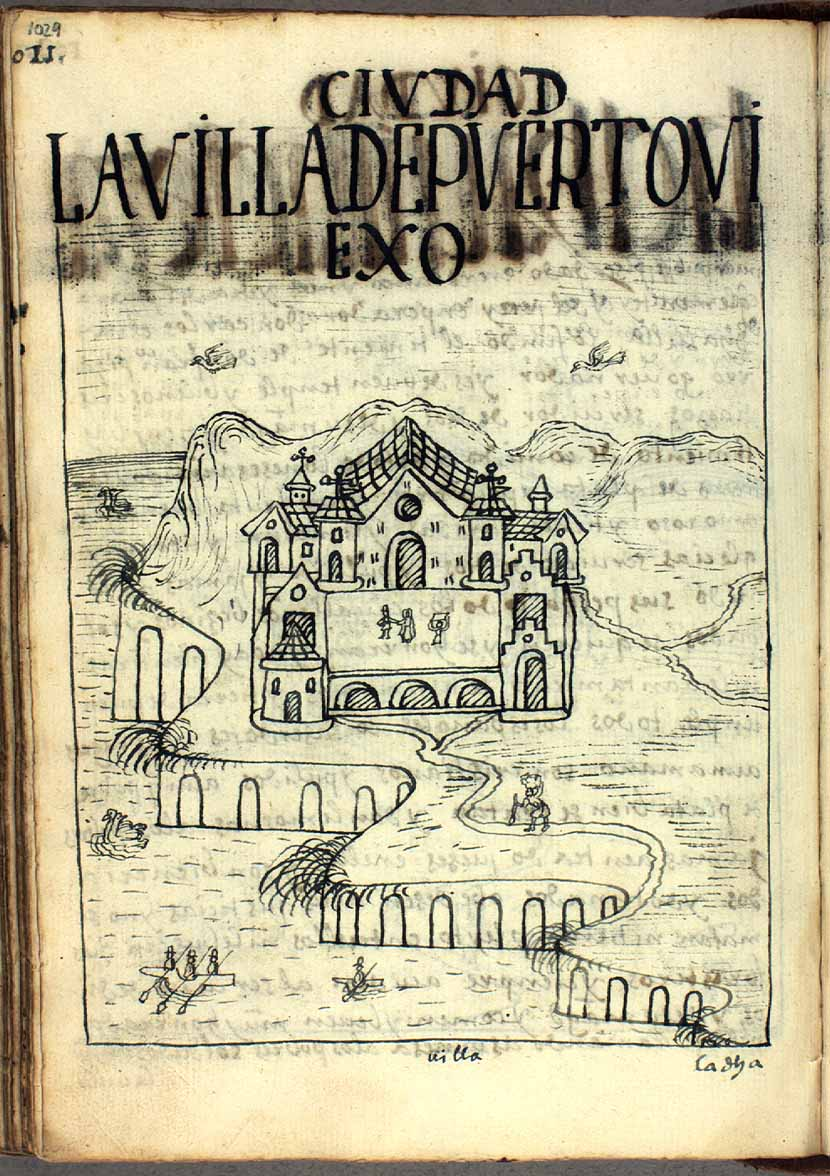
Ciudad la Villa de Puerto Viexo del Perú, según Felipe Guamán Poma de Ayala

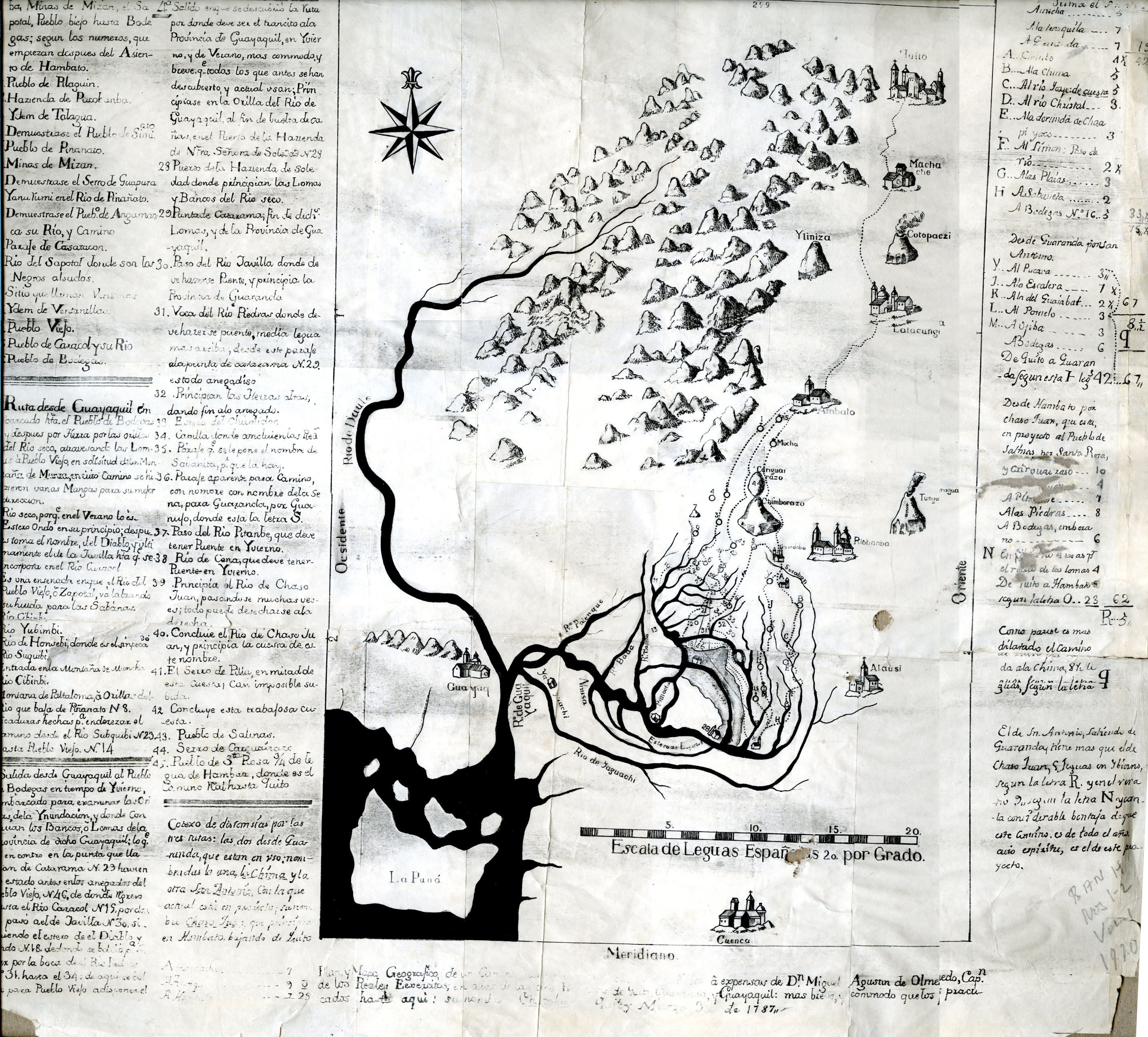
Dibujo del Camino Real desde la Ciudad de Guayaquil hasta la de Quito, llamada también Ruta Colonial de Caminos Vecinales donde se articulaba la costa y la sierra de la Audiencia de Quito. En el invierno (mediados diciembre- mediados de mayo) era casi imposible acudirlo por lo que se buscaban caminos alternos y en el verano (abril - términos de noviembre) se aprovechaba la estabilidad de la tierra para el trajín de toda clase de abastos y el proceso de las diligencias burócráticas.

Cuando llegaron los españoles el imperio estaba sumergido en una guerra civil entre dos hijos del fallecido Huayna Cápac ya que su sucesor Ninan Cuyochi también había fallecido. Sin haber un sucesor para el trono, Huáscar y Atahualpa pelearon por el control del imperio. La guerra la ganó Atahualpa y mientras bajaba desde Quito hasta el Cuzco para proclamarse Inca, decidió entrevistarse en Cajamarca con unos hombres de raras ropas que habían llegado desde un lugar desconocido. En Cajamarca Francisco Pizarro atrajo a Atahualpa a una emboscada y lo hizo prisionero; a pesar de que el monarca indígena pagó un crecido rescate en plata y oro, fue llanamente asesinado-tal como está en la Pág.59 de "Gran Historia del Perú" de El Comercio de Lima-. 
Bartolomé Ruiz echó anclas en la desembocadura de un "río grande" y fue recibido amistosamente. Según el historiador González Suárez, Ruiz encontró en las orillas del río tres pueblos cuyos habitantes estaban engalanados con oro. El piloto continuó su viaje por la costa, y regresó con Pizarro, Almagro y sus hombres. Desembarcaron en una bahía en la que fundaron la "DOCTRINARIA" a la que por la fecha de su arribo la llamaron de San Mateo de las esmeraldas, entonces en 21 de septiembre de 1526. La recepción por los originarios ya no fue amistosa, por lo que reembarcaron y Pizarro se quedó aguardando refuerzos en la isla del Gallo. El año 1531 volvería Pizarro para la definitiva conquista.
La conquista de los Andes septentrionales fue motivada principalmente por el rumor de que en Quito se encontraba el tesoro de Atahualpa. Se formaron dos expediciones, la de Pedro de Alvarado, desde Guatemala, y la de Sebastián de Belalcázar procedente del sur. En febrero de 1534 llegó al puerto de Manta la expedición comandada por Pedro de Alvarado. El grupo estaba integrado por 11 barcos, 450 hombres y algunas mujeres, entre ellos el sacerdote fray Jodoco Ricke, aborígenes centroamericanos y se dice que unos 200 caballos. Alvarado incendió, saqueó el poblado y tomó como prisionero al jefe de la tribu, Lligua Tohalli y a otros indios, porque no encontró la Umiña y los tesoros que se decían existían en este lugar. El jefe Lligua Tohalli fue ahorcado camino a Paján. Se dice que Manta fue fundada el 2 de marzo de 1534 por Alvarado.
El sector correspondiente al Ecuador fue ocupado en forma efectiva por Sebastián de Benalcázar, en 1534 fue fundada por Diego de Almagro la ciudad de San Pedro de Riobamba la primera ciudad fundada en el actual Ecuador. A Sebastián de Benalcázar se le debe la fundación de San Francisco de Quito también en 1534.  El conquistador Francisco Pacheco bajo las órdenes de Diego de Almagro, por su parte, fundó San Gregorio de Puerto Viejo en 1535 convirtiéndola a ésta en la primera ciudad asentada en la actual costa ecuatoriana.
Autorizado por Pizarro remontó el Guayas, y la asentó en un lugar cercano a la boca del río Yaguachi sobre el río Amay (Babahoyo), y se la conoció como Santiago de Amay (1535). Asaltada e incendiada por los bravíos Chonos se mudó a la culata del río con el nombre de Santiago de la Culata (1536). Nuevamente asolada, esta vez por la alianza de Chonos y Punáes, escapó a otro lugar y fue reconocida como Santiago de la Nueva Castilla (1537). En recurrencia trágica se refugió entre los huancavilcas “que eran gente de paz” (1542), pero nuevamente debieron huir, esta vez a la vera de un pueblo indígena llamado “Guayaquile” (1543). Temiendo retaliaciones construyeron grandes balsas, y, encabezados por los capitanes Olmos, Rodrigo Vargas de Guzmán y Toribio de Castro, 140 personas con su menaje cruzaron el río Amay. Y, el 25 de julio de 1547, día del apóstol Santiago, patrono de la ciudad, atracaron en Las Peñas y asentaron la ciudad en la unión cimera de los cerros que hoy se conocen como Santa Ana y del Carmen. Desde entonces es Santiago de Guayaquil.
La ciudad de Cuenca fue fundada en 1557 sobre las ruinas de la ciudad Inca de Tomebamba, esto fue llevado a cabo por Don Gil Ramírez Dávalos, bajo órdenes del Virrey del Perú.
Una expedición, al mando de Francisco de Orellana, descubrió en 1542 el río Amazonas. Algunos años después tuvo lugar la fundación de la Presidencia y Real Audiencia de Quito (1563), la cual estuvo subordinada al Virreinato del Perú (excepto durante el breve período de 1717 a 1723) hasta 1740, fecha en que fue puesta bajo el Virreinato de Nueva Granada. El antiguo Gobierno de Quito de Gonzalo Pizarro, había ensanchado ya su territorio, hasta Cali y Popayán por el Norte; por el Sur hasta los desiertos de Piura; y por la cuenca del río Amazonas, la exploración de Gonzalo Pizarro, el descubrimiento y exploración del río Amazonas hasta el Atlántico por Francisco de Orellana, y las fundaciones en Yaguarzongo y Bracamoros, como los descubrimientos del alto río Marañón y al río Ucayali por Juan de Salinas y Loyola, dieron al antiguo Gobierno de Quito una extensión nueva en la cuenca del río Amazonas. Por estas razones, el 4 de julio de 1560 los quiteños pidieron al rey de España la creación de una Audiencia en la Gobernación de Quito. 
El rey Felipe II, en la ciudad de Guadalajara el 29 de agosto de 1563, dictó una Real Cédula por el cual la Gobernación de Quito de Gonzalo Pizarro es elevada a una Audiencia Real y se le señala límites. Fue inaugurada el 18 de septiembre de 1564.
La Recopilación de Leyes de Indias de 1680, en Ley X (Audiencia y Chancilleria Real de San Francisco del Quito) del Título XV (De las Audiencias y Chancillerias Reales de las Indias)del Libro II, recoge los límites y los funcionarios de esta Audiencia, provenientes de la Real Cédula de 1563:

En la Ciudad de San Francisco del Quito, en el Perú, resida otra nuestra Audiencia y Chancilleria Real, con un Presidente: quatro Oidores, que también sean Alcaldes de el Crimen: vn Fiscal: vn Alguazil mayor: vn Teniente de Gran Chanciller, y los demás Ministros y Oficiales necesarios: y tenga por distrito la Provincia de Quito, y por la Costa ázia la parte de la Ciudad de los Reyes, hasta el Puerto de Payta, exclusivé: y por la tierra adentro, hasta Piura, Caxamarca, Chachapoyas, Moyobamba y Motilones, exclusivé, incluyendo ázia la parte susodicha los Pueblos de Jaen, Valladolid, Loja, Zamora, Cuenca, la Zarça y Guayaquil, con todos los demás Pueblos, que estuvieren en sus comarcas, y se poblaren: y ázia la parte de los Pueblos de la Canela y Quixos, tenga los dichos Pueblos, con los demás, que se descubrieren: y por la Costa, ázia Panamá, hasta el Puerto de la Buenaventura, inclusivé: y la tierra adentro á Pasto, Popayan, Cali, Buga, Chapanchica y Guarchicona: porque los demás lugares de la Governacion de Popayan, son de la Audiencia del Nuevo Reyno de Granada, con la qual, y con la Tierrafirme parte terminos por el Septentrion: y con la de los Reyes por el Mediodia, teniendo al Poniente la Mar del Sur, y al Levante Provincias aún no pacificas, ni descubiertas.

El Virrey Pedro Mesía de la Cerda otorgó el título de Presidente interino de Quito con fecha de 17 de mayo de 1766 a Juan Antonio Zelaya y Vergara, que durante este período ejerció sus responsabilidades en calidad de Duque de Quito como comandante general militar y político de dicha provincia
Enriquecida por la explotación minera y la producción textil, pudo construir templos barrocos y neomudéjares adaptados con originalidad al ambiente local y los ornamentó con gran profusión de pinturas y tallas, de innegable valor didáctico religioso. Fue la época de la afamada Escuela Quiteña, obra del mestizaje indígena y español.
Los geodésicos franceses del sistema decimal introdujeron en Quito el espíritu racionalista moderno y usaron la magnífica biblioteca de la Universidad Jesuita de San Gregorio. Quito alimentó la extraordinaria empresa de las misiones de Jaén y Mainas.
El sistema colonial impuesto por el rey de España originó tensiones que se tradujeron en disturbios contra los impuestos, o contra ciertos obstáculos comerciales (alcabalas: 1592-93; estancos: 1765).

## Independencia y Gran Colombia

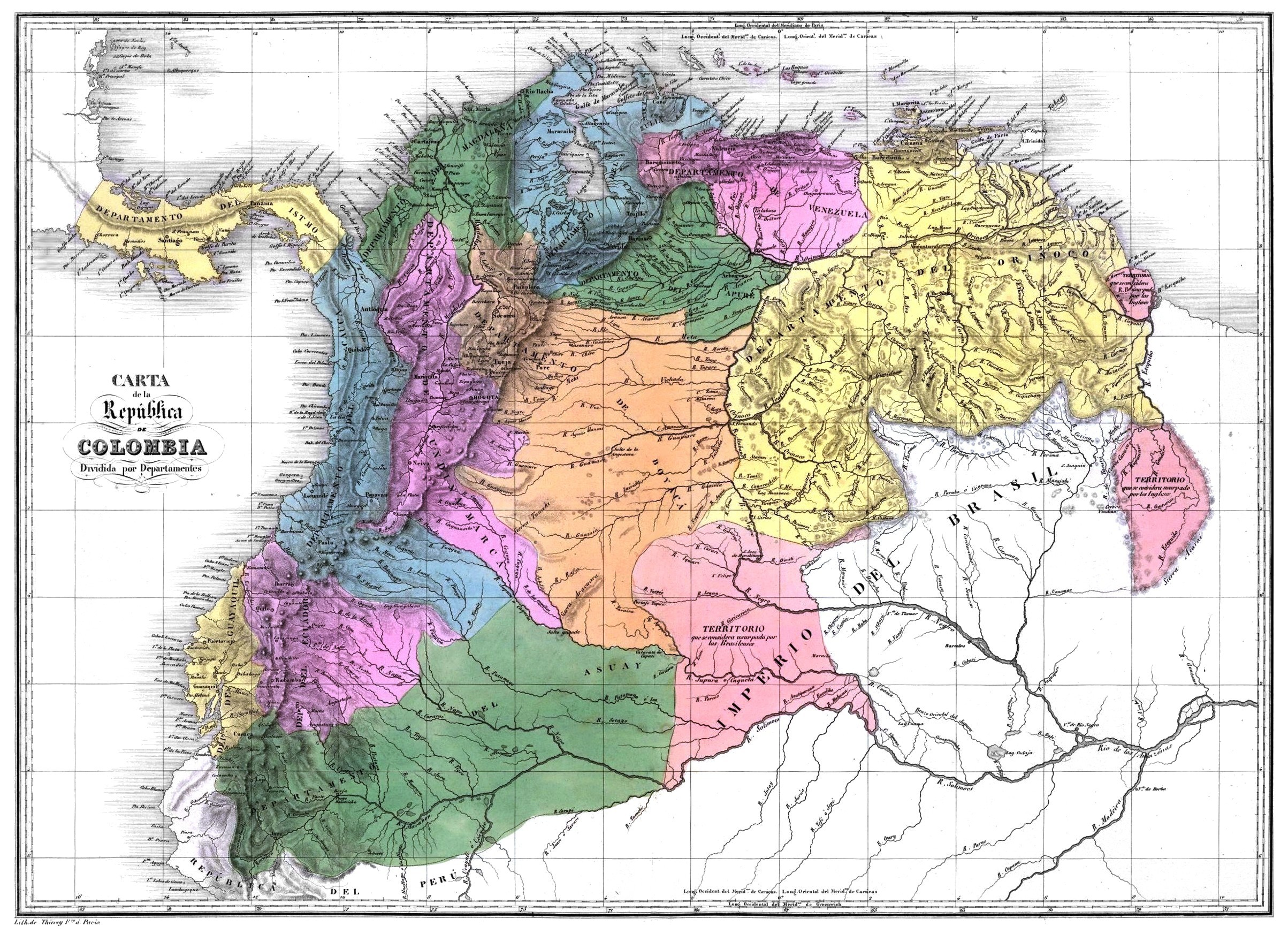
Mapa de la Gran Colombia y sus departamentos, incluyendo extensión máxima.

A comienzos del siglo XIX las insurrecciones acogieron las prédicas de Eugenio Espejo de la década anterior. Algunos de los sucesos internacionales como la Declaración de Independencia de los Estados Unidos en 1776 de Gran Bretaña y la Revolución francesa de 1789, sirvieron de ejemplo a los criollos al mostrarles que un sistema de gobierno autónomo o incluso independiente era posible. Las influencias de varios acontecimientos locales tales como la visita de los geodésicos franceses quienes impulsaron las ideas de la ilustración en la urbe, el alto índice de empobrecimiento de la Audiencia y los crecientes sentimientos nacionalistas, estimulados por el interés de los criollos de todo el continente por obtener el poder, fueron también algunas de las causas principales, que motivaron el inicio del proceso revolucionario que dio fin al colonialismo español en la ciudad.
El 25 de diciembre de 1808 en la hacienda Chillo Compañía, propiedad de Juan Pío Montúfar y Larrea II Marqués de Selva Alegre, se celebró una reunión conocida como «La conspiración de Chillo» o «La Conjura Navideña» que discutió el establecimiento de una Junta Autónoma que se encargaría de gobernar la Presidencia de Quito. A ella asistieron Juan de Dios Morales, José Riofrío, Juan Pablo Arenas, Manuel Quiroga, Nicolás de La Peña, Francisco Javier de Ascázubi y el capitán Juan de Salinas y Zenitagoya.
Meses después el complot fue descubierto por el entonces presidente de la Real Audiencia de Quito Manuel Ruiz Urriés de Castilla, I conde de Ruiz de Castilla, debido a que Salinas comentó a Andrés Torresano, sacerdote del convento de La Mercéd, el tema de la reunión. Fue apresado el 1 de marzo al igual que sus compañeros Juan Pío Montufar, el día cinco y Juan de Dios Morales el seis. Pocos días después todos fueron liberados debido a que las pruebas indagatorias fueron sustraídas.
El 8 de agosto se reunieron en el hogar del Dr. Francisco Javier de Ascázubi, donde se tomó la decisión de integrar la junta el día 10. El 9 de agosto, este grupo de ilustrados criollos, se reunió nuevamente en la residencia de Manuela Cañizares. El 10 de agosto de 1809, se firmó el acta que cesó en sus funciones al entonces presidente de la Real Audiencia de Quito, conde Ruiz de Castilla, e instauraron en la ciudad la Primera Junta Autónoma de Gobierno, con autoridades que respetaban la autoridad del rey español.
El rechazo de adhesión a la junta de Guayaquil, Cuenca, Popayán, Pasto, Barbacoa y Panamá así como el débil interés que poseían algunos de sus miembros, entre ellos el presidente, Juan Pío Montufar, ocasionó que el 5 de octubre se declarase una contrarrevolución y que el 24 del mismo mes se firmara la capitulación. Después de estos hechos, cientos de personas entre criollos y rebeldes fueron encarceladas en el Cuartel de Quito, lugar en el que entre el 2 y el 10 de agosto de 1810 fueron asesinados alrededor de 300 de ellos, lo que significó en aquel momento la muerte del 1 por ciento de la población de la urbe. Una masacre de iguales características hoy, representaría cerca de 17 mil víctimas. El poder vuelve a manos del Conde Ruiz de Castilla. Los virreyes de Lima y Bogotá envían tropas para sitiar la ciudad. En 1812 llega como Comisionado Regio de España Carlos Montúfar, hijo del Marqués de Selva Alegre para pacificar a los sublevados, pero lo que ocurrió fue que este se unió a la lucha que se estaba disputando, esto ocasionó que en 1815 pierda la vida.

Una segunda Junta iniciada con la llegada de Carlos de Montúfar, designado Comisionado de Regencia por las Cortes de Cádiz, se instaló el 22 de septiembre de 1810 en el Palacio Real de Quito. Varios eventos desencadenaron la declaración de desobediencia al Virreinato de Nueva Granada el 9 de octubre de 1811, y el 11 del mismo mes se produce la primera declaración de independencia de un territorio perteneciente al actual Ecuador, el Estado de Quito. Esta fugaz nación contó con su propia Constitución, aprobada el 15 de febrero de 1812, en la que más que una Monarquía Constitucional, la forma de gobierno que implanta el documento es la de un Estado Soberano que reconoce al Rey de España como su Señor simbólico, en un modelo en gran medida similar al implantado en la Commonwealth británica, integrada por Estados independientes, que reconocen al Monarca como representación meramente simbólica de Jefe del Estado, pero sin ninguna competencia política real. El Quito independiente tuvo corta vida, pues duró poco más de un año al ser repelido continuamente por fuerzas de Guayaquil, Lima y Bogotá, que le propinaron sendos fracasos militares que terminaron desintegrando el Estado tras la Batalla de Ibarra, el 1 de diciembre de 1812. 

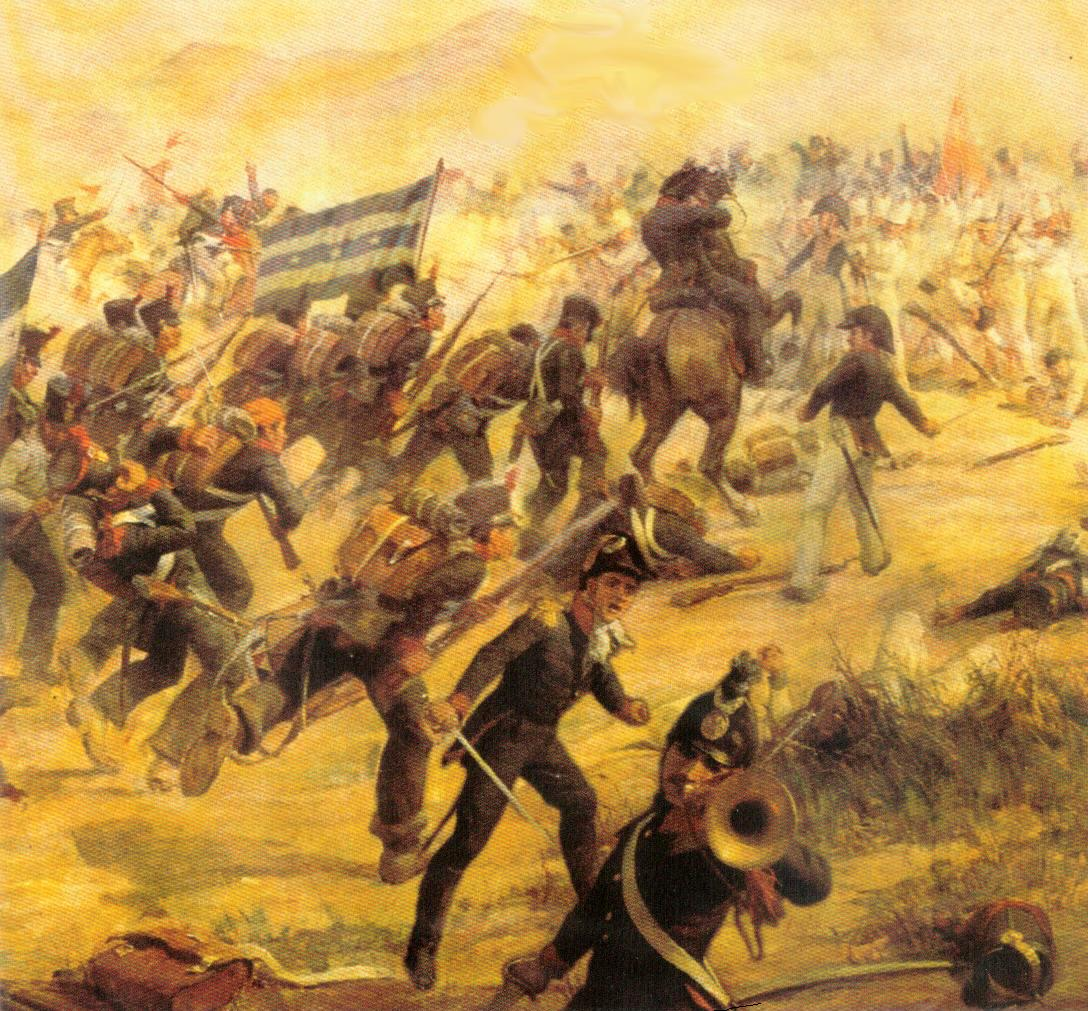
Batalla de Camino Real. Después de su independencia, el gobierno de la provincia guayaquileña formó un ejército de 1500 hombres para liberar al resto de la Real Audiencia, se llamó División Protectora de Quito.

Un segundo movimiento independentista inició el 9 de octubre de 1820, cuando los criollos e individuos de la guarnición de Guayaquil dirigidos por José Joaquín de Olmedo se rebelaron y expulsaron a las autoridades fieles al rey, creando una nueva nación llamada Provincia Libre de Guayaquil. Después de la revolución del 9 de octubre de 1820, la ciudad de Guayaquil quedó libre del dominio español, pero no su provincia. Rápidamente se logró la independencia de varios pueblos, así como el 10 de octubre lo logra el pueblo de Samborondón, mientras que Daule el 11 de octubre se une a la causa emancipadora, al igual que Naranjal el 15 de octubre.
El 8 de noviembre de 1820, 57 representantes de todos los pueblos que conformaban la provincia de Guayaquil fueron convocados al Ayuntamiento de la ciudad en donde se proclamó el nacimiento de un nuevo estado conocido como la Provincia Libre de Guayaquil y eligieron como presidente de la misma al Dr. José Joaquín de Olmedo. Seguido de esto se dictó el Reglamento Provisorio de Gobierno la cual sirvió como constitución para el naciente Estado.
Sin embargo, los pueblos de Quito y Cuenca seguían bajo dominio español y esto podía significar un peligro para la independencia recién alcanzada por Guayaquil. Es así como Olmedo crea un ejército denominado como la División Protectora de Quito, la cual estaría encargada de velar por la seguridad de la Provincia Libre de Guayaquil y de independizar a los demás pueblos que conformaban la Real Audiencia de Quito.
La División Protectora de Quito inició una campaña con el objetivo de independizar en su totalidad a la Provincia Libre de Guayaquil, obteniendo así una victoria en la Batalla de Camino Real, pero pronto se encontró en una delicada situación militar luego de ser derrotados los guayaquileños en la Primera Batalla de Huachi y la Batalla de Tanizagua. José Joaquín Olmedo solicitó ayuda militar a la Gran Colombia para poder defender la ciudad y para liberar la Real Audiencia de Quito. Bolívar envió a su mejor general, Antonio José de Sucre a principios de 1821 a Guayaquil en reemplazo del general José Mires. Sucre llegó el 6 de mayo de 1821 con unos 650 soldados colombianos a los que sumó unos 1400 guayaquileños. Las instrucciones de Sucre eran: tomar el mando de las tropas que se encontraban en Guayaquil, asegurar la incorporación de la provincia a Colombia y preparar en conjunción con el Libertador las operaciones que habrían de liberar a Quito.
Sucre firmó un convenio entre el gobierno de Guayaquil y colocó a sus tropas en Samborondón y Babahoyo para bloquear la entrada a la provincia a los realistas. El 17 de julio de 1821 ocurrió una rebelión anticolombiana y pro-realista que fue reprimida con éxito. Los realistas al conocer la rebelión se dispusieron a apoyarla, el gobernador Aymerich marchó al sur con 2000 hombres, mientras que el coronel González se dirigió desde Cuenca hacia Guayaquil amenazando las comunicaciones de Sucre quien se dirigía a combatir a Aymerich. Enterado Sucre del movimiento retrocedió para enfrentar a González y lo batió el 19 de agosto en la Batalla de Yaguachi.
La victoria obtenida en la batalla de Yaguachi significó la completa independencia de la provincia de Guayaquil. Sucre volvió al norte a enfrentar a Aymerich pero este se retiraba al norte. El ejército persiguió a los realistas un largo trecho pero la situación política en Guayaquil obligó a Sucre a regresar. Las campañas independentistas continuaron en la región interandina y finalizaron el 24 de mayo de 1822 en la Batalla de Pichincha. Poco después la antigua Audiencia se unió a la Gran Colombia, dirigida por Bolívar, al cabo de un tiempo también Guayaquil.
Luego de finalizada la lucha independentista de Perú y pasada la amenaza española que llevó a los peruanos a solicitar la intervención de Colombia, las relaciones entre Colombia y Perú se fueron haciendo paulatinamente más tensas por las disputas territoriales, el deseo peruano de anexar Guayaquil, el desagrado de los peruanos a la intervención de Bolívar en los asuntos internos del Perú y su reclamo de Tumbes, Jaén y Maynas, territorios que Perú ocupaba y reclamaba, aunque al final de la época de la colonia estos habían pertenecido a la Real Audiencia de Quito. Los orígenes y primeras manifestaciones de la contienda se dieron seis años antes con el problema de a quién le correspondía la soberanía de la rica provincia de Guayaquil, el tema fue una espina entre las relaciones de ambas repúblicas, Colombia y Perú, puesto que fue anexada a la Gran Colombia el 31 de julio de 1822.
El Perú había intervenido en Bolivia a principios de 1828 y se negaba a permitir la intervención de Colombia en los asuntos de la república altoperuana (algo parecido a lo que pasó en el mismo Perú bajo la presidencia de Bolívar). El 3 de junio de 1828, la Gran Colombia, por intermedio de Bolívar, le declaró la guerra a la República Peruana. En el transcurso de este conflicto, el Perú avanzó al interior del "Departamento del Sur" de Colombia, hasta cerca de la ciudad de Cuenca obteniendo decisivas victorias navales mientras que en Nueva Granada se vivía un estado de guerra civil con el alzamiento de los generales José María Obando y José Hilario López. Tras ser pacificados por Bolívar y reorganizados las fuerzas, el ejército colombiano inició una ofensiva terrestre que culminó en la Batalla del Portete de Tarqui el 27 de febrero de 1829, con la victoria de las tropas colombianas del mariscal Antonio José de Sucre sobre la vanguardia peruana. El 28 de febrero se firmó el Convenio de Girón y el 22 de septiembre, el Tratado de Guayaquil, en aras de una salida diplomática, manteniéndose el statu anterior a la guerra.
Sin embargo, la posterior separación de la unión colombiana dejó pendiente la suscripción de un tratado de límites que formalizara la frontera heredada de la colonia, lo que durante los años venideros desembocaría en el largo conflicto entre el Perú y Ecuador (siglos XIX y XX).

## República

### Establecimiento de Gobierno y dominación floreana

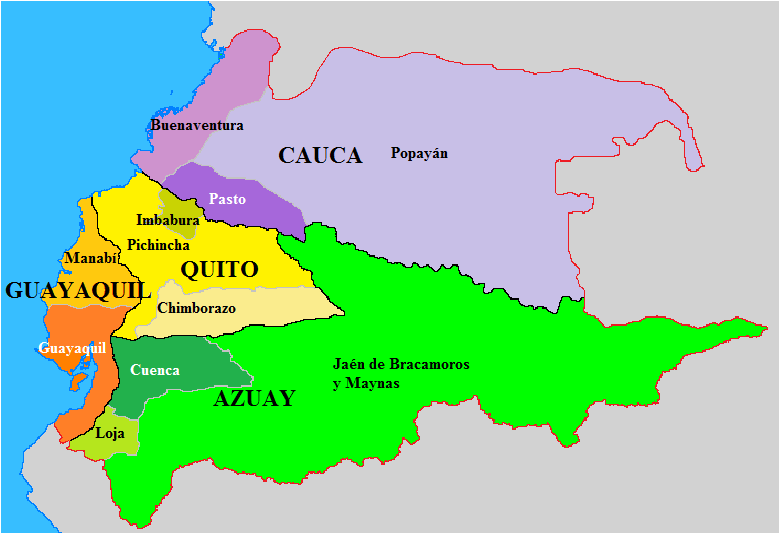
Territorio del Estado del Ecuador en 1830, integrado por 4 departamentos y 11 provincias.

El 12 de mayo de 1830, el procurador general Ramón Miño dirigió un oficio al prefecto y comandante general Juan José Flores en la cual dejaba constancia la separación del Distrito del Sur. Flores aprobó la convocatoria a una asamblea popular al día siguiente en los salones de la Universidad Santo Tomás en Quito, en la cual se redacta el acta de creación del Estado del Ecuador y confiere el rango de mandatario provisional al general Juan José Flores, originario de Venezuela, como Jefe Supremo del Gobierno.
La Asamblea quiteña dispuso que Flores gestionara la integración de los otros departamentos sureños en consideración a que los gobernadores son militares bajo su mando; es así como el 19 y 20 de mayo, los Departamentos de Guayaquil y Azuay se separaron de Colombia y resolvieron conformar la nueva República. Para el 14 de agosto, Flores convocó una Asamblea Constituyente en la ciudad de Riobamba para expedir la Constitución Política del Ecuador; dicha asamblea estaba integrada por sus partidarios quienes lo nombraron Presidente Provisional.
El 22 de septiembre de 1830 se promulgó la primera constitución ecuatoriana, que declaró, entre otros artículos, que los departamentos del Azuay, Guayaquil y Quito quedaban reunidos entre sí formando un solo cuerpo independiente con el nombre de Estado del Ecuador. Juan José Flores asumió el poder como Presidente del nuevo Estado y José Joaquín de Olmedo como Vicepresidente. A Flores se le confirmó como presidente constitucional, pero su errada política económica, los privilegios que otorgó a los militares (muchos de ellos nacidos fuera del Ecuador) y la virtual supresión de las libertades públicas le enajenaron simpatías, organizándose la oposición alrededor de la sociedad El Quiteño Libre, el cual era un periódico famoso en esa época. 
El gobierno de Juan José Flores tuvo falencias en el aspecto económico, debido a las asignaciones de pagos de sueldos a funcionarios públicos, favoreciéndose con ello la cúpula de gobierno y perjudicando a los funcionarios de bajo nivel. También no tenían pagos las tropas del ejército, por lo cual varios batallones se sublevaron. El producto de la mala administración económica se vio reflejado en la falta de obras públicas y en las deudas internacionales contraídas. Su poder estaba apoyado por la poderosa aristocracia de los terratenientes de la serranía (especialmente en Quito).
El primer proceso de Flores se vio brevemente interrumpido cuando la población rechazando su modelo militarista de su gobierno aunado a la derrota sufrida por la Guerra del Cauca, al mando del político guayaquileño Vicente Rocafuerte encabezó un levantamiento armado el 13 de octubre de 1833 a la que se le conoció como la Revolución de los Chihuahuas, Vicente Rocafuerte proclamó una Jefatura Suprema en Guayaquil mientras que en Quito Juan José Flores comando a su ejército para reconquistar a Guayaquil, en una campaña dispareja Vicente Rocafuerte se ve obligado a ir a Perú a buscar apoyo mientras que Juan José Flores logró conquistar Guayaquil, por otro lado la salida Vicente Rocafuerte, se crea una nueva Jefatura Suprema al mando del Diplomático José Félix Valdivieso, en medio de ese panorama Juan José Flores y Vicente Rocafuerte secretamente forman una alianza contra el ejército de José Félix Valdivieso, tras la Batalla de Miñarica donde el ejército Convencionalista al mando de Flores y Rocafuerte derroto al ejército Restaurador de Valdivieso.
Después de la victoria Juan José Flores ordenó la ejecución y captura de los aliados de Valdivieso, por otro lado Vicente Rocafuerte regresó a la capital el 20 de abril de 1835 y después de proclamar el 22 de junio del mismo una asamblea constituyente donde sus miembros lo eligieron como presidente constitucional, tras la Revolución de los Chihuahuas el período de gobierno de Flores terminó en 1835, dando con ello paso a la administración del Vicente Rocafuerte de pensamiento liberal y apoyado por la creciente fuerza de los comerciantes y banqueros del litoral. Las políticas aplicadas por Rocafuerte se basaban en la defensa de la libre empresa, la expansión del comercio, y en ciertos casos el anticlericalismo. Ciertamente estas acciones favorecían a las ideas progresistas de Guayaquil, mientras entraban en conflicto con la élite serrana. Rocafuerte decidió convocar un congreso constituyente y con ello se redactó la Constitución de 1835.
Luego del mandato de Rocafuerte, el general Juan José Flores volvió a ocupar la presidencia de la república, este período comenzó en 1839 y se estimaba su culminación para 1845, dada la relación política entre Juan José Flores con Vicente Rocafuerte tras la Revolución de los Chihuahuas, donde Rocafuerte nombró a Flores como General Militar del País, debido a los ideales liberales durante el gobierno de Vicente Rocafuerte motivo a Juan José Flores a encabezar la oposición de los conservadores, después de nuevamente asumir el cargo Juan José Flores cambio el modelo de democracia liberal que había impuesto Vicente Rocafuerte, sin embargo lo nombró Gobernador de Guayas, en su segundo mandato el general Flores se enfocó en el desarrollo de la educación mediante medidas económicas entre ellas entabló relaciones diplomáticas como comerciales con Inglaterra, México, Nueva Granada y Perú, a su vez restableció relaciones con España.
Antes de asumir su tercer mandato consecutivo Juan José Flores tuvo disputas con Vicente Rocafuerte; estas disputas obligaron a Rocafuerte a huir a Perú. En su última etapa como presidente instauró nuevas medidas económicas al sector médico y políticas donde reformó la Constitución de 1835, la nueva Constitución decretada el 1 de abril de 1843 fue rechazada totalmente por la ciudadanía, la cual veía en la carta magna un argumento para que Juan José Flores se perpetúe en el poder. A la constitución se le denominó "Carta de la Esclavitud" y pronto empezaron a darse varios movimientos y enfrentamientos menores en contra de las decisiones del gobierno, la represión del gobierno ya había cobrado víctimas mortales para tratar de sostener la estabilidad, ante las represiones y abusos cometidos por el presidente Juan José Flores, el comerciante Vicente Ramón Roca, el abogado José Joaquín de Olmedo y el terrateniente Diego Noboa con el apoyo externo del expresidente Vicente Rocafuerte desde Perú, encabezaron la Revolución Marcista donde derrocaron al presidente Juan José Flores, poniendo fin al periodo de la Dominación Floreana.

### Revolución y periodo marcista
Los promotores del movimiento eran José Joaquín de Olmedo, Vicente Ramón Roca, y Diego Noboa y Arteta. También desde el Perú, el expresidente Vicente Rocafuerte arremetía en sus escritos en contra de Flores, lo cual generó conciencia en el pueblo. La parte armada del movimiento estuvo a cargo del general Antonio Elizalde. Y también se recibía ayuda económica por parte de la cúpula de comerciantes y banqueros guayaquileños.

Bandera nacional de Ecuador adoptada tras la Revolución marcista en 1845. Esta bandera sustituyó al tricolor colombiano que se había adoptado en 1830.

La revolución estalló finalmente en Guayaquil el 6 de marzo de 1845. Para el amanecer de aquel día, el teniente coronel Fernando Ayarza y el general Antonio Elizalde se dirigieron al cuartel de artillería de la ciudad con la intención de tomarlo, y estaban acompañados por otros militares con los mismos ideales y varios civiles partidarios del derrocamiento del floreanismo. El oficial de guardia del cuartel ya se había comprometido anticipadamente con los revolucionarios, por lo cual dicho cuartel fue tomado fácilmente en manos de los marcistas, aunque se mostró cierta resistencia y represión por los pocos soldados floreanistas. La bulla de la rebelión atrajo a muchos jóvenes notables y la gente del pueblo, quienes, conociendo de lo que se trataba, fueron a pedir las armas para unirse a la causa. En breve el fuego revolucionario tomó proporciones considerables, y se trabó, por lo tanto, una lucha encarnizada entre los marcistas y los partidarios del gobierno, lucha que duró cerca de una hora y que concluyó con la más completa victoria de los insurrectos marcistas.
Consumada la revolución, se firmó un acta por medio de la cual se declaraba, entre otras cosas, que se desconocía la autoridad del presidente Juan José Flores y se consideraban como de ningún valor todos los actos, leyes y decretos del Gobierno de Quito (el de Flores), posteriores al día en que debió cesar su mando, por haber concluido su segundo período presidencial. El Gobernador de Guayaquil renunció ante la junta y al mismo tiempo se formó un gobierno provisional dirigidos por Vicente Ramón Roca, que representaba a Guayaquil; José Joaquín de Olmedo, que representaba a Quito; y Diego Noboa, que representaba al Azuay.
Los "Tratados de la Virginia" se firmaron el 17 y el 18 de junio. El primer convenio manifestaba que ninguna persona podía ser molestada por sus opiniones pasadas, ni por los servicios que hubieran prestado a los beligerantes; y además se le indemnizaría a particulares las exacciones hechas por los beligerantes. El segundo convenio expresaba que se le seguiría conservando el grado de "General en Jefe" a Flores, además de sus honores y rentas; y se le otorgaría la cantidad de 20.000 pesos para que pueda subsistir en Europa en un período de dos años. La firma de estos convenios marcó el fin de la revolución, del floreanismo, y el comienzo de una nueva etapa política para el Ecuador.
El Gobierno Provisorio convocó una Asamblea Constituyente que debía redactar una cuarta Constitución y elegir a un nuevo mandatario. Luego de 76 escrutinios válidos, la Asamblea eligió a Roca como presidente por 27 votos contra 13 a favor de Olmedo. En el período marcista, a la presidencia de Roca le siguieron: el gobierno interino de Manuel de Ascázubi y del guayaquileño Diego Noboa. Noboa gobernó menos de un año, debido a que fue apresado y expulsado del país, provocado por la intromisión de floreanistas y la entrada permitida a sacerdotes jesuitas. El poder fue tomado a partir de 1852 por José María Urbina quién dicta, entre otras cosas, la manumisión de los esclavos.
En la noche del 7 de julio de 1852, pese a haber sido desterrado y de haberse pactado varios beneficios en su favor, el general Juan José Flores pretendió tomar la ciudad Guayaquil a manera de corsario remontando la corriente del río Guayas, comandando una pequeña escuadra, desde la que empezó a disparar sus cañones. La defensa improvisada de la ciudad estuvo bajo la dirección de los generales José de Villamil y Juan Illingworth Hunt, logrando rechazar -con ayuda de voluntarios del pueblo- los intentos de invasión floreana.

### Crisis interna y guerra con el Perú (1858-1860)
La Constitución de 1852 determinaba que una asamblea compuesta de 300 electores por cada uno de los departamentos de Cuenca, Guayaquil y Quito eligiera presidente y no el Congreso como se había venido haciendo. Fue elegido en las elecciones presidenciales de 1856, Francisco Robles. En su gobierno, se presentaron varios problemas, tanto internos como externos, para el Ecuador. Entre los hechos que originaron la inestabilidad de Robles se encuentra la firma del Contrato Icaza-Pritchett en el cual gobierno ecuatoriano negoció con Inglaterra el pago de la llamada "deuda inglesa". El diplomático peruano Juan Celestino Cavero aducía que varios territorios negociados en dicho tratado, al estar en la amazonía ecuatoriana, pertenecían al Perú debido a que así lo estipulaba la Real Cédula de 1802. Cavero fue expulsado del país, lo que ocasionó que el gobierno peruano, presidido por el mariscal Ramón Castilla, gestione una expedición militar contra el Ecuador.

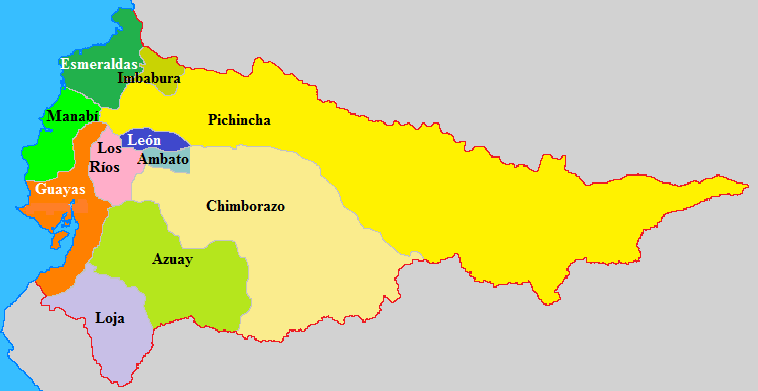
Territorio de la República del Ecuador en 1860, integrado por 11 provincias.

Tras el bloqueo naval que realizó la Marina de Guerra del Perú en el Golfo de Guayaquil y en varios otros puntos de la costa ecuatoriana, Robles intentó trasladar el gobierno a Guayaquil de manera provisional, lo cual no fue bien visto desde Quito, en el cual su pueblo y su cabildo se negó rotundamente ante la tentativa del presidente y empezaron a crearse movimientos opositores al régimen. Sin embargo, Robles tomó su doble papel como Presidente y General de la República, e intentó preparar al ejército ecuatoriano ante cualquier invasión peruana. El período de gobierno de Robles debió durar cuatro años (1856-1860), sin embargo, las presiones de una eventual guerra con el Perú y los grandes conflictos internos, condujeron al mandatario a renunciar al cargo en Riobamba el 1 de mayo de 1859.
Tras la renuncia, se formaron varias Jefaturas Supremas en el Ecuador. En la ciudad de Guayaquil, el general Guillermo Franco Herrera se había proclamado Jefe Supremo del Guayas; mientras que Gabriel García Moreno, quien había liderado la oposición hacia el gobierno de Robles, había creado un gobierno provisional desde Quito. También desde la ciudad de Cuenca se había proclamado Jerónimo Carrión como Jefe Supremo, y del mismo modo actuó Manuel Carrión Pinzano en Loja.
Para octubre de 1859, cerca de 5000 tropas peruanas estaban preparadas para invadir varios sectores del litoral ecuatoriano, y entre sus puntos principales se encontraban Guayaquil, Babahoyo, Ventanas, entre otros. García Moreno conferenció con el presidente Castilla acerca de la tensión entre ambos países y atendió a los pedidos del Perú, aunque García Moreno nunca aceptó los términos que proponía su contraparte peruana, ya que su proyecto consistía en que el Ecuador entregue casi en su totalidad su región amazónica basándose en la Real Cédula de 1802.
Ramón Castilla, al ver que no existirían avances en las negociaciones con García Moreno, inició diálogos con Franco, entrevistándose ambos en primera instancia en el vapor peruano Tumbes. Después de varios acuerdos, un ejército peruano conformado por 5000 hombres desembarcó en territorio ecuatoriano y se prestó a tomar las haciendas de Mapasingue, Tornero y Buijo el 8 de noviembre de 1859. Posteriormente, el 7 de enero de 1860, las tropas peruanas ocupan Guayaquil. Finalmente, ambos mandatarios firmaron el Tratado de Mapasingue, también llamado "Tratado Franco-Castilla", el 25 de enero de 1860.
Al enterarse de lo pactado entre Franco y Castilla, desde Quito, Gabriel García Moreno inició los diálogos con Francia, proponiendo que Ecuador pase a ser protectorado de aquella nación, mediante las Cartas a Trinité. Sin embargo, a pesar de las varias ocasiones en que se intentó dar cabida a aquel proyecto, el gobierno francés se negó ante las peticiones de García Moreno. Acusando de traidor a Franco, García Moreno preparó al ejército y obtuvo ayuda de su anterior enemigo, el general Juan José Flores, y estalló una guerra interna en el Ecuador. Tras varios enfrentamientos bélicos, las fuerzas de García Moreno logran acordonar a las tropas de Franco en Guayaquil, dándose la batalla final en dicha ciudad.
En la Batalla de Guayaquil fue obtenida la victoria final por el ejército de García Moreno, con lo cual la nación ecuatoriana volvió a la paz y en la posteridad el Tratado de Mapasingue quedaría anulado por el Congreso Nacional del Ecuador en 1861 y por el Congreso de la República del Perú más tarde en el año de 1863 bajo el gobierno del presidente Miguel de San Román.

### Época garciana

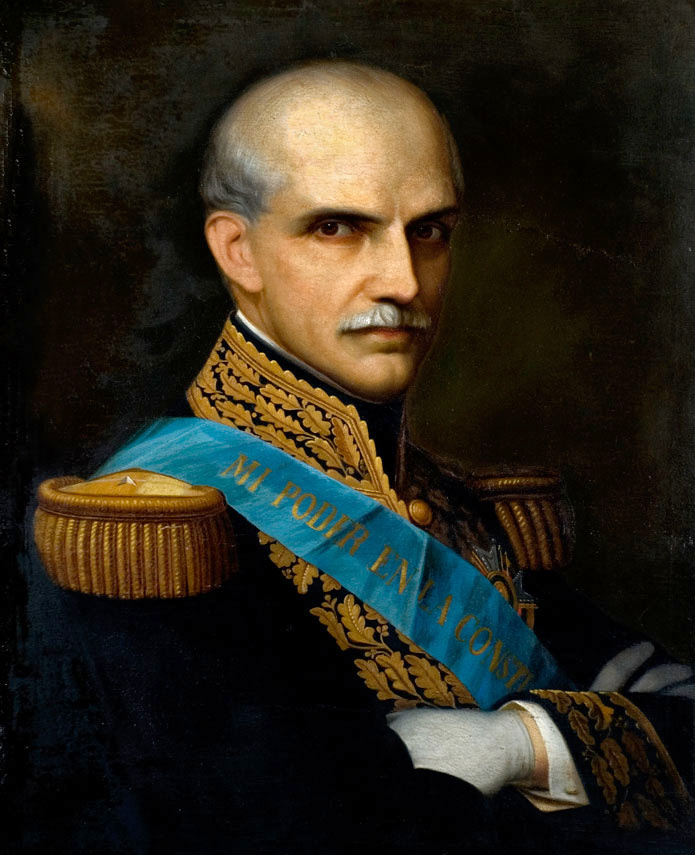
Gabriel García Moreno.

García Moreno, una vez que logró la toma de Guayaquil el 24 de septiembre de 1860, al vencer a Franco, cambió la bandera bicolor celeste y blanca (impuesta en la Revolución marcista), por el tricolor amarillo, azul y rojo de la bandera grancolombiana, siendo desde aquel año el símbolo nacional que representa a la República del Ecuador. Al poco tiempo del triunfo de García Moreno y Flores sobre las tropas franquistas en Guayaquil, y la adhesión del resto del país al Gobierno Provisorio, se convocó a una Asamblea Constituyente.
Este mandatario trató de organizar el país sobre bases católicas; desatando una dura represión en contra de sus adversarios, ejecutando al mismo tiempo básicas obras viales y de educación y mejorando la hacienda pública. En el año de 1861 se expidió la séptima constitución de la República, misma que eliminó el sufragio censitario. Se dio la  guerra contra Colombia entre 1962 y 1963. El primer gobierno de García Moreno (1861-1865) transcurrió en un ambiente de constante agitación política, provocado principalmente por la revuelta popular urvinista que se mantuvo latente hasta 1865, año en el que los Generales José María Urbina y Viteri y Francisco Robles (levantados en armas en el Puerto de Guayaquil, y ya electo Jerónimo Carrión presidente) fueron derrotados en la batalla naval de Jambelí. 
Argumentado el principio de la "insuficiencia de las leyes", García Moreno infringió sistemáticamente la Carta Fundamental, y en nombre de la religión, la moral y el orden implementó una política represiva y autoritaria, ampliamente conocidos son los casos de la censura o exilio del escritor ambateño Juan Montalvo, la represión a los expresidentes José María Urbina y Francisco Robles, el exilio de los militares liberales Cornelio Vernaza, Víctor Proaño, Eloy Alfaro y Guillermo Franco, el fusilamiento de los capitanes José María Robles, José María Vallejo, Daniel Urbina, José Marcos y José María Cornejo, las falsas acusaciones a los héroes de la independencia el general Tomás Carlos Wright, el general Antonio Farfán y el coronel Juan Manuel Uraga, el derrocamiento de su aliado conservador el presidente Javier Espinosa, el exilio de sus aliados Pedro Moncayo, Manuel Gómez de la Torre y José María Avilés, las amenazas a sus antiguos amigos Jerónimo Carrion y Pacífico Chiriboga, el fusilamiento del Rey del Cacha Fernando Daquilema, el exilio forzado de su guardaespaldas como sobrino político el coronel Ignacio de Veintemilla, la pena de muerte de su aliado el coronel José Veintemilla, el hostigamiento o amenazas a su vicepresidente Antonio Borrero, la pena de muerte al doctor argentino Santiago Navarro Viola, el fusilamiento de su antiguo aliado el general Manuel Tomás Maldonado, la flagelación al veterano de guerra el general Fernando Ayarza, el fusilamiento de los líderes indígenas Manuela León, Francisco Buñay y Julián Manzano, el ahorcamiento de los líderes comuneros Agustín Miranda y Antonio Obado, la tortura al liberal Juan Borja y Lizarzaburu, la presión política de los literarios Luis Felipe Borja y Miguel Valverde, sin embargo, García Moreno desplegó una enorme actividad organizativa poniendo en marcha un ambicioso programa de reformas administrativas y económicas, que se cristalizó, definitivamente, en su segunda administración, con un éxito sin precedentes en la historia del país.
Cumplidos sus 4 años de gobierno, Jerónimo Carrión, con su apoyo y el de sus partidarios, triunfó en las elecciones de 1865. Carrión duró menos de dos años en el poder. Abandonado por García Moreno, que esperó encontrar en él un sucesor, con una oposición antigarciana fortalecida y tras un conflicto con el Congreso, fue obligado a dimitir en noviembre de 1867. Mediante nuevas elecciones en 1868, Javier Espinosa lo reemplazó en la presidencia. Como Carrión, Espinosa tampoco terminaría su periodo presidencial. A poco de resueltos los graves problemas suscitados por el terremoto de Ibarra de 1868, el gobierno de Espinosa comenzó a afrontar otros de diversa índole, pero también graves, como el de la sucesión presidencial para el nuevo período; se perfilaron dos tendencias: conservadora con Gabriel García Moreno y liberal con Francisco Xavier Aguirre Abad (Urbinista).
García Moreno dio un golpe de Estado en Quito en 1869, que le permitió tomar el poder por segunda ocasión y convocó a una Asamblea Constituyente, la octava en lo que va del siglo, que se reunió en Quito en mayo de ese año. Los asambleístas, en la mayoría correligionarios de García Moreno, lo eligieron Presidente Constitucional e, inspirados en su pensamiento político, redactaron una nueva Constitución (1869). García Moreno sometió a referéndum la Constitución creada por la Asamblea Constituyente (conformada por representantes electos de cada provincia) para el 18 de julio de 1869. Obtuvo una votación favorable con una amplia ventaja de 13.640 votos por el Sí contra 514 votos por el No.
A diferencia de la de 1861, esta Constitución o "Carta Negra", como fue llamada por sus oponentes, fue unitaria y centralista: sometió a las provincias y a los municipios a la autoridad del poder central e hizo de la primera "la unidad fundamental de la división territorial del país". Pero a más de estas disposiciones, que ya daban un enorme poder al presidente, reimplantó la pena de muerte por delitos políticos, amplió a seis años el período presidencial, contempló la reelección inmediata e impuso la religión católica como condición para ser ciudadano ecuatoriano.
Durante su administración se construyó el Ferrocarril de Yaguachi, construido entre Yaguachi (actual provincia del Guayas) y Sibambe (provincia de Chimborazo), García Moreno inauguró en persona el servicio de varias locomotoras. Este tramo se conectaba directamente con la Carretera García Moreno, y desde allí permitía las comunicaciones con las ciudades de la Sierra central y norte. Se empezaron a colocar también los primeros postes del servicio de telégrafo. En homenaje póstumo al presidente, se cambió el nombre del mismo por Ferrocarril García Moreno. Con el objetivo de centralizar el servicio penitenciario regional en un solo lugar, en 1868 se inició la construcción de la Penitenciaria de Quito, llamada también Panóptico debido a su modelo radial que permite una visión absoluta de las celdas desde una torre central.

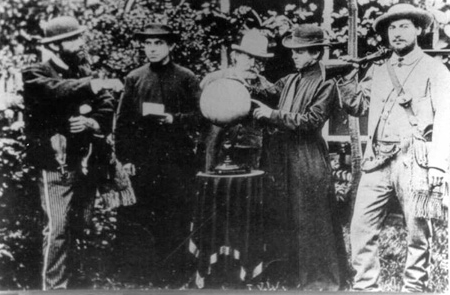
Fundadores de la Escuela Politécnica Nacional en 1869.

El 30 de agosto de 1869, y con el apoyo de la Compañía de Jesús, se fundó la Escuela Politécnica como el primer centro especializado para la formación de ingenieros civiles, arquitectos, maquinistas, ingenieros de minas y profesores de tecnología y ciencias. La Escuela estaba equipada con lo más avanzado en equipos e instrumentos para el momento de su inauguración; las asignaturas eran dictadas por profesorado europeo capacitado en dictar las cátedras científicas.
En 1872 se inició la construcción del Observatorio Astronómico de Quito, que constituía el primero de su clase en el país y uno de los mejores de su tiempo en Sudamérica, y estaba equipado al mismo nivel que los observatorios más avanzados de Europa. Fue levantado en el centro del parque La Alameda por los jesuitas alemanes Juan B. Menten y Luis Dressel, sobre planos atribuidos a los arquitectos europeos Thomas Reed y Francisco Schmidt. El edificio, que se basó en el Observatorio de la Universidad de Bonn, servía como complemento de la Escuela Politécnica que se había fundado apenas dos años antes. Aunque para 1876 el observatorio ya había entrado en parcial funcionamiento, debido a su continua implementación científica y decoración con elementos importados, fue inaugurado oficialmente en 1892, con motivo de la Exposición Nacional celebrada ese año.
Se fundó la Academia de Bellas Artes, en donde se enseñaba escultura, pintura y música. La música, en especial, fue cultivada con algo más de preferencia; por lo que se construyó un establecimiento aparte para esta enseñanza, fundándose así el Conservatorio Nacional de Música. Elo que respecta a la educación primaria y secundaria, fundó y construyó escuelas y colegios en todo el país. Restableció el Colegio Militar que había fundado en su primera presidencia, consiguiendo el impulso moral e intelectual de los jóvenes que se dedicaban al arte castrense.
Fue reelegido en las elecciones realizadas en mayo de 1875. Ganó un tercer período que no pudo ejercer al ser asesinado el 6 de agosto de 1875

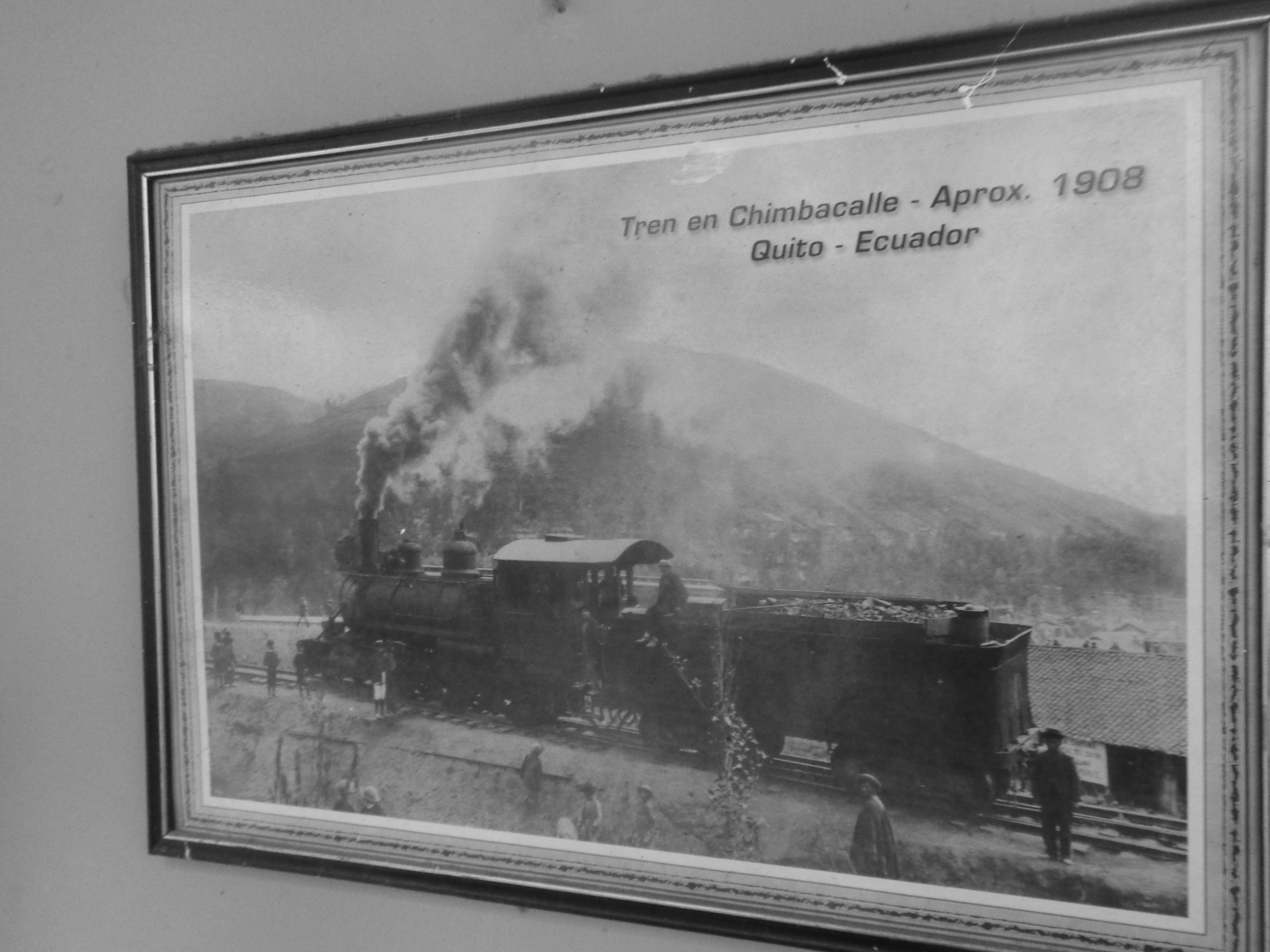
1908. Tren Chimbacalle, Quito.

### Fines delsigloXIX
A García Moreno le sucedió Antonio Borrero, quien fue derrocado el 8 de septiembre de 1876 por el general Ignacio de Veintimilla, quien se distinguió por su autoritarismo personalista. En 1878, pacificada la república, se reunió la Convención Nacional en Ambato y fue elegido presidente constitucional por cuatro años, dictándose una nueva Carta Fundamental.
A principios del 1882 Veintemilla viajó a Guayaquil a preparar su dictadura. Su sobrina Marieta de Veintimilla, quedó en el Palacio De Carondelet. En la madrugada del 26 de marzo el general Cornelio E. Vernaza reunió a los batallones en la Plaza Mayor a fin de proclamar la dictadura de Veintemilla. Marietta se dio cuenta, bajó y lo destituyó en presencia de la tropa, que la aclamó con frenesí al grito de "Viva la Generalita”[cita requerida], y "Viva la Mayasquerita", este último apodo por una montaña de ese nombre ubicada en la provincia del Carchi, de donde era oriunda la mayoría de los soldados.
Desde entonces Marieta asumió el mando del ejército en Quito y los miembros del Concejo Cantonal y empleados públicos proclamaron la dictadura de su tío, que obtuvo algún respaldo en los pueblos, pero en junio se insurreccionó Esmeraldas con Eloy Alfaro que llegó de Panamá y comenzaron las guerrillas a sembrar la intranquilidad en el litoral. En julio se pronunció Manuel Serrano en Machala y poco después Víctor Proaño en Ambato, generalizándose el desorden en el resto de la República. Ezequiel Landázuri amenazó Quito por el norte pero fue derrotado. La provincia del Tungurahua se volvió a alzar con José María Sarasti y desde Lima llegó Francisco X. Salazar, que se sumó a los alzados en Macará, Zaruma, Loja, Cuenca, Azogues, Riobamba y Ambato. Luis Vargas Torres avanzó sobre Esmeraldas, Eloy Alfaro sobre Manabí, José Plácido Caamaño sobre Machala. Las fuerzas combinadas de Sarasti, Salazar y Pedro Ignacio Lizarzaburu que dominó el Chímborazo, pusieron cerco a Quito y tras dura resistencia armada la tomaron el 14 de enero de 1883. Los Restauradores formaron un Pentavírato y enviaron tropas a la costa mientras Alfaro, que comandaba a los Regeneradores, sitiaba Guayaquil. Los combates se generalizaron durante los meses de invierno sin llegar a situaciones mayores, pero el 9 de julio un movimiento envolvente de ambos ejércitos hizo que cayera Guayaquil. 
La Restauración, que unió a conservadores, liberales y progresistas. Fueron estos últimos quienes se hicieron en definitiva con el mando. La Convención de 1883 estuvo integrada "por los mejores hombres de la República". José María Plácido Caamaño fue elegido presidente constitucional por 43 votos. Durante su gestión se instaló el telégrafo nacional, se aumentaron cuatro faros en la costa del Pacífico y se cuidó con mucho ahínco del progreso de la república.  Se reabrió y estructuró la Escuela Militar Náutica; el restablecimiento de la Universidad de Quito, se fundó el Instituto de Ciencias; se mejoraron la Biblioteca Nacional, el Jardín Botánico, la Escuela de Agronomía y el Observatorio Astronómico.
Le sucedió en 1888, Antonio Flores Jijón, hijo del Gral. Juan José Flores y a este le siguió Luis Cordero Crespo. El año de 1894 marcó un nuevo repunte para las fuerzas insurgentes del liberalismo, con escándalo de la "Venta de la Bandera", turbio episodio internacional protagonizado por el gobierno de Cordero y particularmente por su gobernador del Guayas, el expresidente Caamaño. La opinión pública ecuatoriana se inflamó de coraje por lo que consideraba una humillación al honor nacional, que venía a sumarse a los múltiples negociados anteriores del gobierno de "La Argolla". Fue así que, bajo la convocatoria liberal, gentes de las más diversas tendencias empezaron a formar asambleas y juntas cívicas en varias ciudades del país, para juzgar la conducta oficial y condenar al gobierno. En la Provincia de Los Ríos surgieron nuevamente las montoneras liberales, por lo que el ejecutivo declaró al ejército en "estado de campaña" y otorgó facultades extraordinarias al gobernador de esa provincia. Para 1895, la protesta popular se volvió irrefrenable.

### Alfarismo y dictaduras
Cordero, buscando la paz, renunció la Presidencia el 16 de abril de 1895, sucediéndole el vicepresidente Vicente Lucio Salazar; pero fue derrocado por los liberales que asaltaron los cuarteles de Guayaquil y proclamaron a Eloy Alfaro como el nuevo Jefe Supremo del Ecuador, era el 5 de junio de 1895 y había empezado la “Revolución Liberal“.

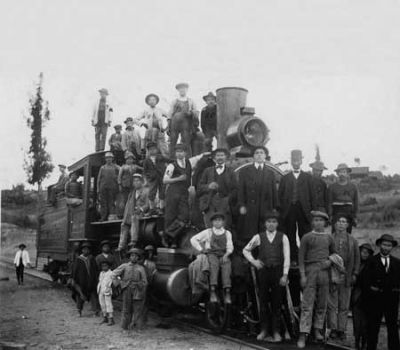
Personal que trabajó en la construcción y que participó en el primer viaje del Ferrocarril Transandino. Foto tomada el 24 de junio de 1908, un día antes de la llegada del tren a Quito.

El «progresismo» no gozó jamás de un caudaloso respaldo popular, y el escándalo llamado de «la venta de la bandera» bastó para derribarlo. Le sustituyó en el gobierno el liberalismo, bajo la dirección de Eloy Alfaro. Con este caudillo, que encabezaba fundamentalmente a sectores campesinos de la costa, se procuró establecer el laicismo. Alfaro terminó la construcción del ferrocarril Guayaquil-Quito, que en su tiempo fue una obra de dimensiones faraónicas para el país. Lamentablemente Alfaro también tendió a la anulación de las libertades políticas y se enfrentó con una tendencia disidente dentro de su propio partido, dirigida por su general Leónidas Plaza y constituida por la alta burguesía guayaquileña. El enfrentamiento acabó con la muerte de Alfaro y una etapa de acusado liberalismo económico (1912-25), que permitió a los bancos adquirir el dominio casi completo del país. El descontento popular ante la inflación facilitó el golpe de Estado de los militares jóvenes en la llamada Revolución Juliana de 1925, que proponía acometer reformas sustanciales, ejecutadas luego parcialmente durante la presidencia de Isidro Ayora (1926-31), al reordenar la economía, establecer el Banco Central como el único autorizado para emitir moneda y crear un nuevo sistema de presupuesto y de aduanas.

### Velasquismo
A partir de los años treinta la vida política del Ecuador estuvo dominada por la figura caudillista de José María Velasco Ibarra, quien inició su primer mandato presidencial en 1934, y posteriormente ocupó la presidencia otras cuatro veces, aunque solo pudo completar el período en la segunda ocasión (1952-56). En 1941 el Perú invadió con sus tropas territorio ecuatoriano en lo que desencadenaría Guerra peruano-ecuatoriana. En ese tiempo el Ecuador estaba inmerso en luchas políticas internas, por lo cual no se preparó bien la defensa de su territorio. El Ecuador tuvo que firmar prácticamente a la fuerza el Protocolo de Río de Janeiro, llamado "Tratado de Paz, Amistad y Límites", el cual declararía nulo, hasta la firma de paz definitiva en 1998 en Itamaraty, Brasil (Ver Conflicto Perú-Ecuador). Pese a sus deficiencias como administrador y su vinculación a los grupos de oligarquía, impulsó ambiciosas obras viales y educacionales y mantuvo una política exterior de independencia. Luego de la caída de Velasco en 1961, le reemplazó su vicepresidente Carlos Julio Arosemena Monroy, quien a su vez fue derrocado en julio de 1963 por una Junta Militar presidida por Ramón Castro Jijón. El fracaso económico y el estallido de una revuelta popular determinaron el nombramiento, ocurrido en marzo de 1966, de un mandatario provisional, Clemente Yerovi. Ocho meses más tarde la nueva Asamblea Constituyente encargó la dirección del país a Otto Arosemena. Por entonces se descubrieron ricos yacimientos de petróleo en zonas del nororiente. Los comicios de 1968 devolvieron una vez más al poder a Velasco Ibarra, que se declaró dictador en 1970 y disolvió el congreso. Velasco Ibarra fue una vez más destituido por un golpe militar en febrero de 1972. Asumió entonces la jefatura suprema el general Guillermo Rodríguez Lara, depuesto a su vez en 1976 por un triunvirato militar encabezado por el vicealmirante Alfredo Poveda Burbano.

### Retorno a la democracia

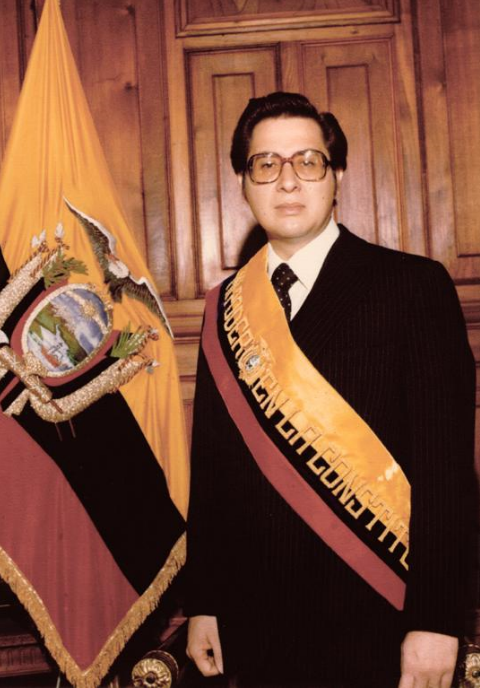
Jaime Roldós Aguilera, primer presidente electo tras el retorno a la democracia, gobernó entre 1979 y 1981.

La dictadura militar, presionada por el consenso público interno y externo, implementó un proceso de retorno al sistema constitucional. El momento era visto por las clases y sectores dominantes como el idóneo para legitimar su égida asegurándose los tradicionales procedimientos de control del poder. Sin embargo, cierto sector de las Fuerzas Armadas, no quería ver que temas relativos a las nacionalizaciones (petroleras y mineras, comercialización de productos de la canasta familiar, electrificación, comunicaciones, etcétera), corrieran los peligros de las privatizaciones para recaer en las manos de las clases hasta ahora dominantes. Así que ese sector, cuya cabeza política visible era el entonces coronel Richelieu Levoyer (junto a René Vargas y otros), logró entusiasmar a la población a que aceptase un proceso de retorno a la democracia que incluyera a sectores tradicionalmente excluidos en el juego por el poder: indígenas, centrales sindicales, partidos políticos de izquierdas, etc. De ese modo y mediante un referéndum fue aprobada una nueva Constitución en enero de 1978. En las elecciones de 1978-79 triunfó el candidato del partido Concentración de Fuerzas Populares, Jaime Roldós Aguilera, frente al conservador y socialcristiano Sixto Durán Ballén, que contaba con el apoyo oficialista. 
El 11 de octubre de 1979, Roldós redujo a 40 horas la jornada del trabajo en la semana, el 1 de noviembre duplicó el salario mínimo vital de los trabajadores, a 4.000 sucres mensuales. El presidente se enfrentó al Congreso desde el primer día, denominando "Patriarcas de la Componenda", a los líderes de la oposición en el legislativo: León Febres-Cordero Ribadeneyra, Carlos Julio Arosemena Monroy, Otto Arosemena, Jaime Hurtado y Assad Bucaram. El 8 de marzo de 1980 pone en vigencia el Plan Nacional de Desarrollo, mientras el 15 de abril se conformó una "junta de notables" para buscar la solución a una pugna de poderes con el Congreso. Roldós fundó el partido Pueblo, Cambio y Democracia para contrarrestar la oposición del CFP. El aporte más significativo de Jaime Roldós fue su política internacional en materia de Derechos Humanos en una época en que la mayoría de países latinoamericanos eran gobernados por dictaduras militares como la de Pinochet en Chile y antecedidamente en el Ecuador. El año 1981 lo anuncia como "el año del avance". Entre enero y febrero de 1981, hubo una confrontación bélica con Perú, el denominado conflicto de Paquisha. Roldós con habilidad y diplomacia en medio de la tensa crisis, llevó a la OEA el problema territorial, quedando allí la evidencia que el problema existía, a pesar de las negativas de Perú. 
Tras la misteriosa muerte de Roldós en un accidente de aviación el 24 de mayo de 1981, le sucedió el vicepresidente democratacristiano Osvaldo Hurtado Larrea. Poco después, el congreso nombró vicepresidente al hermano de Jaime Roldós, León Roldós Aguilera. Durante su gobierno convirtió las deudas de dólares de algunos agentes económicos privados contratadas fuera del país, a deudas en sucres con el Banco Central del Ecuador, por lo que el Banco asumió el compromiso de pago en dólares frente a los acreedores internacionales, de esta manera las deudas externas privadas pasaron a engrosar la deuda pública externa. Fue un proceso de especialización de deudas privadas más conocida como "sucretización de la deuda ecuatoriana", que generó elevados perjuicios al Estado ecuatoriano, por un monto acumulado de US.$ 4.462 millones. Con la devaluación aumentó el valor nominal de los sucres de la deuda externa del sector privado, lo que causó quiebras y cierres masivos de plantas manufactureras y otros negocios. El sector privado alegó que las devaluaciones fueron causadas por las malas políticas del gobierno. Aunque el Banco Central cobró comisiones para cubrir el riesgo de la tasa de cambio, una proporción grande de este riesgo se transfirió al Estado, que, además, extendió su garantía a la deuda externa privada. 
En las presidenciales de 1984 venció el socialcristiano León Febres-Cordero, al candidato de la Izquierda Democrática Rodrigo Borja Cevallos. Durante su gobierno se produjeron graves violaciones a los derechos humanos, especialmente casos de desaparecidos, hechos que provocaron la condena de la Corte Interamericana de Derechos Humanos al Estado Ecuatoriano, imponiéndole la obligación de reparar a la víctimas y de investigar y sancionar a quienes cometieron dichos actos. Entre los casos de atropello a los derechos humanos durante su presidencia, uno de los más conocidos es el caso de la desaparición de los hermanos Carlos y Pedro Restrepo Arismendi, y el de la tortura, violación y ejecución extrajudicial de la profesora Consuelo Benavides, detenida por miembros de la Armada. También persiguió tenazmente a sus opositores políticos y atentó contra la independencia de las otras funciones del Estado: rodeó con tanques de guerra la Corte Suprema de Justicia, para así evitar la toma de posesión de su nuevo presidente, el cual según el gobierno de Febres-Cordero era ilegal.
En las presidenciales de 1988 venció el socialdemócrata Rodrigo Borja Cevallos frente al candidato populista del Partido Roldosista Ecuatoriano Abdalá Bucaram. Puso fin al autoritarismo y evitó enfrentamientos con las otras funciones del Estado y superó cualquier intento de pugna de poderes.[cita requerida] Eliminó el Servicio de Investigación Criminal (SIC), denunciado como centro de torturas y creó la Oficina de Investigación del Delito, organismo técnicamente dotado para combatir prácticas antisociales y garantizar la seguridad. Enfrentó a multitudinarias protestas indígenas de la naciente CONAIE, quienes reclamaban por el estado plurinacional, territorios autónomos y mayores derechos para sus comunidades.
En 1992 Sixto Durán Ballén, del Partido Unidad Republicana triunfó sobre el candidato del PSC (derecha) Jaime Nebot Saadi. Renegoció la deuda externa en el marco del Plan Brady, que fracasó a los 5 años. Se reformaron varias leyes, entre ellas la de Hidrocarburos, que afectó al financiamiento del sector público y que permitieron que la participación del Estado en los ingresos petroleros bajara alrededor del 90% al 33% en el mejor de los casos, pues había contratos donde se entregaba el 100% de los beneficios a las compañías privadas. Otra medida que generó controversias por incidir en el abuso y sometimiento al endeudamiento público, fue la eliminación del Comité de Crédito Externo en 1995. Por otra parte, el cumplimiento a los condicionamientos impuestos por el Banco Mundial, a más de la insistente privatización de los servicios públicos, devino en la reducción de los puestos de trabajo, la eliminación de subsidios y la rentabilidad en la gestión del Estado, lo que llevó entre otras cosas, a eliminar la gratuidad de los servicios de educación básica y la inversión en salud pública. Muchos analistas concuerdan en que todas estas acciones ejecutadas bajo el plan económico de Durán-Ballén, significaron la antesala a la insolvencia casi absoluta a la que llegaría el país en 1998 con una deuda externa de 16 400 millones de dólares. Uno de los momentos más controvertidos fue la renuncia del vicepresidente Dahik, quien iba a ser destituido mediante juicio político del Congreso, se ordenó su detención, pero Dahik presentó su renuncia y huyó del país antes de poder ser efectuada su orden de prisión. Fue elegido por el Congreso el ministro de Educación, Eduardo Peña Triviño como nuevo vicepresidente. Otro caso de corrupción del gobierno fue el denominado "Flores y Miel", en el cual una nieta de Durán Ballén habría recibido créditos de casi 1 millón de dólares por parte de la CFN para una empresa llamada "Flores y Miel", la cual estafó a cientos de consumidores.
En 1993 se llevó a cabo la Copa América 1993. En esa edición, la Tri quedó cuarta después de una destacada participación en el torneo.
En enero de 1995, se inició un enfrentamiento entre los ejércitos de Ecuador y Perú por la disputa del territorio no delimitado en la zona del alto Cenepa y el destacamento denominado Tiwintza,  en lo que significó el último enfrentamiento entre Ecuador y Perú, se logra un acuerdo del cese de fuego acordado para el 13 de febrero de 1995 en Itimarati, Brasil. El 22 de febrero, volvieron las hostilidades. Después de perdidas en ambos lados, se logró llegar a discusiones con el apoyo de los garantes del Protocolo de Río de Janeiro (Argentina, Brasil, Chile, y Estados Unidos). Con el apoyo de los garantes, Perú y Ecuador acordaron reunirse en Brasilia para ir discutiendo los impases que los dos países se presentarían mutuamente.

#### Inestabilidad política y económica
Abdalá Bucaram, del Partido Roldosista Ecuatoriano (populista) venció en las elecciones presidenciales de 1996 al candidato del Partido Social Cristiano, Jaime Nebot Saadi. Llegó a la presidencia de la república en 1996 sin un plan de gobierno elaborado, por lo que su desastrosa gestión económica y sus frecuentes escándalos provocaron protestas populares masivas y una huelga general. Después de manifestaciones populares en el país especialmente en la ciudad de Quito, el 5 de febrero de 1997 una serie de organizaciones sociales convocan a una marcha en todas las ciudades del país, para expresar su repudio a la administración de Bucaram. El Congreso Nacional, aprovechando un vacío legal en la Constitución de la República, destituye a Bucaram bajo la figura de incapacidad mental, con 45 votos de 82 posibles lo que representaban una mayoría simple. Esto provocó la "noche de los tres presidentes". Antes de la medianoche del 6 de febrero, Rosalía Arteaga firmaba un decreto mediante el cual asumía la Presidencia, apelando a la Constitución vigente. Sin embargo el Congreso insistió en el nombramiento de Fabián Alarcón y el depuesto Bucaram reclamaba la inconstitucionalidad de su cese. Ecuador amaneció el 7 de febrero de 1997 con tres personas reclamando para ser el jefe del Estado. La intervención de las Fuerzas Armadas propició dos días más tarde un acuerdo entre Arteaga y Alarcón mediante el cual la presidenta accedía a asumir el poder de manera temporal mientras el Congreso solucionaría el "vacío constitucional" que impedía la investidura. Sin embargo el Parlamento se autoconvocó para el 11 de febrero con la intención de votar la investidura de Alarcón como Presidente Constitucional Interino, una figura no existente en la Carta Magna de 1978. Esta situación perduraría hasta que se celebraran las nuevas presidenciales anticipadas de 1998.

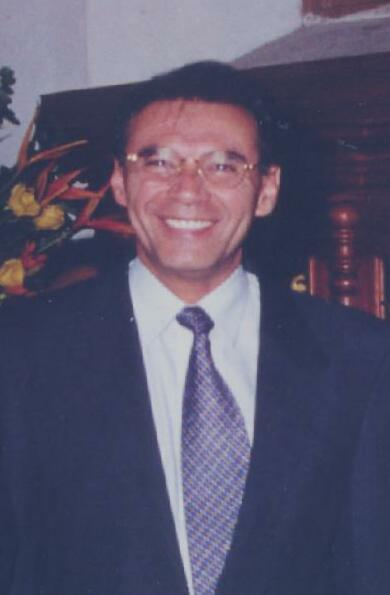
Jamil Mahuad, presidente entre 1998 y 2000, responsable del "salvataje bancario", que detonó en la crisis económica en Ecuador de 1998-1999.

Tras una Asamblea Nacional Constituyente en 1998, la cual tuvo el mandato de revisar y modificar la Constitución de 1978, se realizaron elecciones generales en las que fue elegido presidente Jamil Mahuad Witt, de la Democracia Popular. Ese año también se logró un acuerdo fronterizo con Perú el 26 de octubre. Mahuad estableció políticas de “salvataje bancario” que permitieron la entrega de créditos a la banca privada, a través de instituciones públicas. Durante la inflación galopante de 1998 (52.6% de promedio de devaluación anual), el Banco Central del Ecuador emitió moneda nacional (sucre ecuatoriano) de forma excesiva depreciando el valor de la moneda diariamente, para cubrir tanto el déficit fiscal del Estado para cubrir los gastos corrientes, como para inyectar fondos de rescates para los bancos, algunos de ellos pasando a manos del Estado ecuatoriano por medio de la AGD (Agencia de Garantías de Depósitos). La devaluación del sucre fue tan alta que en 1999 (56% de promedio de devaluación anual) varios bancos empiezan a quedarse sin reservas de dinero para responder a los cuentahorristas quienes retiraban sus ahorros para cambiar los sucres por monedas extranjeras (en particular por dólares americanos). El 8 de marzo de 1999, se declaró un "feriado bancario" de 24 horas con la finalidad de evitar la hiperinflación, la medida finalmente duró un año. Todas las operaciones financieras estaban suspendidas. Mientras tanto, el presidente Mahuad decretó un "congelamiento de depósitos" por un año, de las cuentas de más de 2 millones de sucres. La crisis financiera produjo aproximadamente un 70% del cierre de las instituciones financieras del país. En 1999 la actividad económica fue -7 o -8% y el sucre perdía su valor por 195%. Las pérdidas económicas ascendieron a 8.000 millones de dólares. El ingreso per cápita del dólar estadounidense había caído por 32% durante aquel año. El desempleo aumentó de 9% al 17% y el subempleo aumentó de 49% al 55%.

### SigloXXI

#### Dolarización y nuevos golpes de Estado
En un intento para controlar la economía, el presidente Mahuad adoptó la dolarización el 9 de enero de 2000, en la cual el país renunciaba a su política económica, y adoptaba el dólar estadounidense como moneda oficial para todo tipo de transacciones. No obstante, los problemas económicos, financieros y políticos irresolutos sirvieron de escenario a masivas protestas en Quito de grupos contrarios a la dolarización y al gobierno de Mahuad, que finalizaron con el derrocamiento del gobierno. Las protestas fueron encabezadas por la Confederación de Nacionalidades Indígenas del Ecuador (Conaie) y grupo de mandos medios del ejército liderados por el coronel Lucio Gutiérrez. Gutiérrez, Carlos Solórzano, expresidente de la Corte Suprema de Justicia y el presidente de la CONAIE Antonio Vargas formaron un triunvirato llamado "Gobierno de Salvación Nacional", posesionándose dentro del ocupado Congreso. Al atardecer, el triunvirato, se dirigió a Carondelet, por lo que el Alto Mando de las Fuerzas Armadas retiraron el apoyo a Mahuad, que huyó a la embajada de estadounidense. En la noche, el triunvirato había tomado el palacio, siendo reemplazado Gutiérrez por el Comandante del Comando Conjunto de las Fuerzas Armadas, Gral. Carlos Mendoza por disposición de las Fuerzas Armadas. Finalmente, en la madrugada del día 22, ante el rechazo y fracaso en obtener reconocimiento internacional, la alta cúpula militar obligó a Mendoza a renunciar y a apoyar al vicepresidente Gustavo Noboa y al orden constitucional, por lo que fue posesionado Noboa como Presidente al día siguiente por el Congreso, aduciendo el abandono del poder por parte de Mahuad y dando lugar al arresto de los líderes del golpe, quienes fueron amnistiados por el Congreso durante la administración de Noboa.

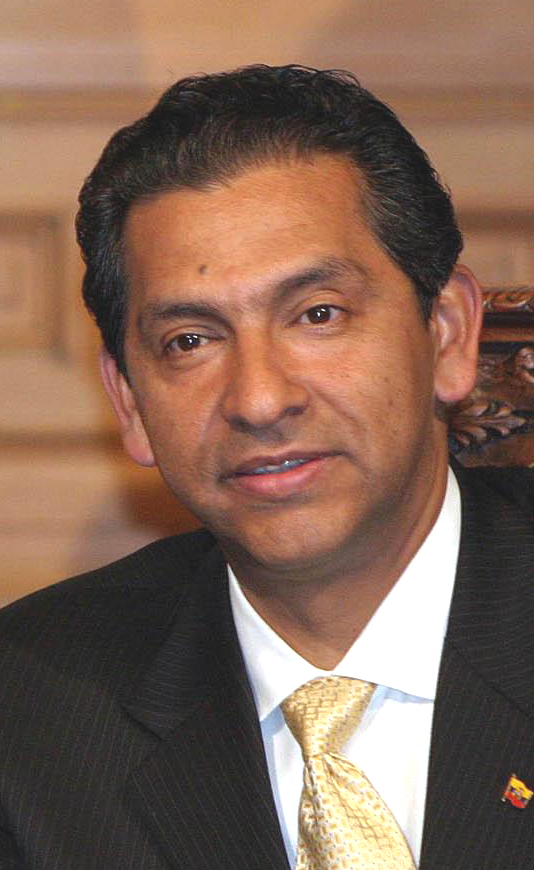
Lucio Gutiérrez, uno la los principales protagonistas del golpe de Estado de 2000, electo presidente, gobernó desde 2003 hasta su derrocamiento en 2005.

La inestabilidad económica dio origen al mayor éxodo migratorio en la historia del Ecuador. La ola migratoria se concentró principalmente en el noreste de Estados Unidos, al igual que en España e Italia. Algunas diásporas y comunidades ecuatorianas nacieron en algunas ciudades del mundo como consecuencia de la crisis migratoria, encontrándose las principales en Nueva York, Madrid y Milán.
El gobierno de Noboa mantuvo el sistema de dolarización y acentuó las nuevas políticas económicas iniciadas por la etapa final del gobierno de Mahuad, por lo que en enero de 2001, se produjeron nuevas manifestaciones,lideradas por indígenas, estudiantes y sindicatos, en oposición al aumento de tarifas en el transporte público, precios de gas para uso doméstico y combustibles para vehículos. En febrero, Noboa decretaba el Estado de Emergencia, luego que dirigentes del levantamiento indígena rompían el diálogo y cerraban las carreteras de la sierra. Los levantamientos dejaron tres campesinos muertos y más de ochenta heridos incluidos los militares. Finalmente se llegó a un acuerdo, a cambio de una rectificación parcial del Gobierno en las recientes subidas de las tarifas de los combustibles, el gas doméstico y el transporte público, y la congelación de otras alzas anunciadas pero aún no aplicadas, como el incremento del IVA del 12% al 15%.
En noviembre de 2002, Lucio Gutiérrez fue elegido presidente de Ecuador, venciendo a Álvaro Noboa. Gutiérrez ganó las elecciones, bajo una plataforma política antisistema y de izquierdas, como una alternativa a los desacreditados partidos tradicionales. Dicha plataforma política tuvo soporte en el movimiento indígena y de otros sectores populares.  Sin embargo, a Gutiérrez se le acusó de traicionar a sus bases y socios políticos, cambiando radicalmente su agenda, para dar paso a una política de acercamiento de los gobiernos de Estados Unidos y Colombia y estableciendo una alianza política con la derecha ecuatoriana representada por el PSC. Con el transcurrir de su mandato, las denuncias de nepotismo y corrupción se fueron haciendo cada vez más frecuentes. La alianza política con los partidos tradicionales se quebró y ante el aislamiento político, Gutiérrez formó una nueva mayoría parlamentaria con el Partido Roldosista Ecuatoriano del expresidente Abdalá Bucaram, el Partido Renovador Institucional de Acción Nacional, del empresario Álvaro Noboa y el Movimiento Popular Democrático. Como parte del acuerdo, Gutiérrez procedió a defenestrar la Corte Suprema de Justicia, el Tribunal Constitucional y el Tribunal Supremo Electoral, organismos en los que hasta ese momento tenía representación mayoritaria el PSC, y reemplazar sus autoridades con personas afines a los partidos que conformaban la nueva alianza. De esta manera, el nuevo Presidente de la Corte Suprema de Justicia, Guillermo Castro, acusado de tener vínculos con el Partido Roldosista Ecuatoriano y de ser amigo del expresidente Bucaram, declaró nulos los juicios contra este último y contra otros políticos acusados de malversación de fondos. El regreso de Bucaram al país causó conmoción en varios sectores del país, siendo visto como un caso de impunidad.
En abril de 2005, amplios sectores sociales encabezaron marchas para manifestar su repudio al fallo y exigir la destitución de Gutiérrez. Sin embargo, las protestas fueron negadas por la mayoría de medios de comunicación que se dedicaron a desinformar con respecto a lo que sucedía en Quito. Únicamente la radio capitalina La Luna, conducida por Paco Velasco se convirtió en el medio a través del cual se canalizó el reclamo ciudadano. Las protestas se realizaron en las noches, empezando el miércoles 13 de abril, utilizando símbolos como los cacerolazos. Posteriormente, y solo bajo la presión ciudadana y ante la magnitud que las protestas iban tomando, los demás medios privados comenzaron a transmitir los hechos. Además, el grito cada vez más fuerte de “Que se vayan todos”, producía temor en los dueños de los medios y en los partidos políticos hegemónicos. Por su parte Gutiérrez declaró, el viernes 15 de abril, el estado de emergencia (Estado de Excepción) en Quito y en ese mismo decreto ejecutivo cesó a la Corte Suprema de Justicia, la misma Corte que él impulsó. Esta fue una medida calificada como una interferencia en otros poderes del Estado y de ser anticonstitucional y autoritaria. Las manifestaciones continuaron diariamente, alcanzando su punto más álgido la noche del 19 de abril. Miles de ciudadanos se reunieron en el parque de La Carolina y avanzaron hacia el Palacio de Gobierno exigiendo la renuncia de Gutiérrez.
El 20 de abril, luego de un incremento de intensidad de las protestas ciudadanas en Quito, el alcalde Paco Moncayo ordenó cerrar las entradas a la capital, impidiendo el paso de los buses con simpatizantes del presidente Gutiérrez. En la mañana de ese día, las protestas se tomaron el edificio del Ministerio de Bienestar Social, el cual quedó destruido e incendiado. Los manifestantes declararon que habían delincuentes armados protegiendo al ministerio, los cuales fueron retenidos por los manifestantes y luego por la Policía. Las protestas se habían tornado violentas, además las Fuerzas Armadas barricaron al Palacio de Carondelet. Para el mediodía, los protestantes habían atravesado la barricada de las Fuerzas Armadas, ya que estas le habían retirado el apoyo al presidente Gutiérrez junto a la Comandancia de la Policía. Ante esto, Gutiérrez huyó de Carondelet a bordo de un helicóptero del Ejército. Un militar arrió la bandera del Palacio de Carondelet anunciando que ya no había gobierno. El Congreso Nacional, ante esta situación caótica, reunido en el Centro Internacional de Estudios Superiores de Comunicación para América Latina (CIESPAL), decidió la destitución de Lucio Gutiérrez, basados en una cláusula de la Constitución que permitía al Congreso remover al presidente del país por “abandono del cargo”. En su lugar, el vicepresidente Alfredo Palacio asume la presidencia constitucional por sucesión, siendo posesionado en la CIESPAL por la entonces vicepresidente del Congreso Nacional Cynthia Viteri en una sesión improvisada mientras continuaban las protestas en el exterior del edificio.

#### Correísmo

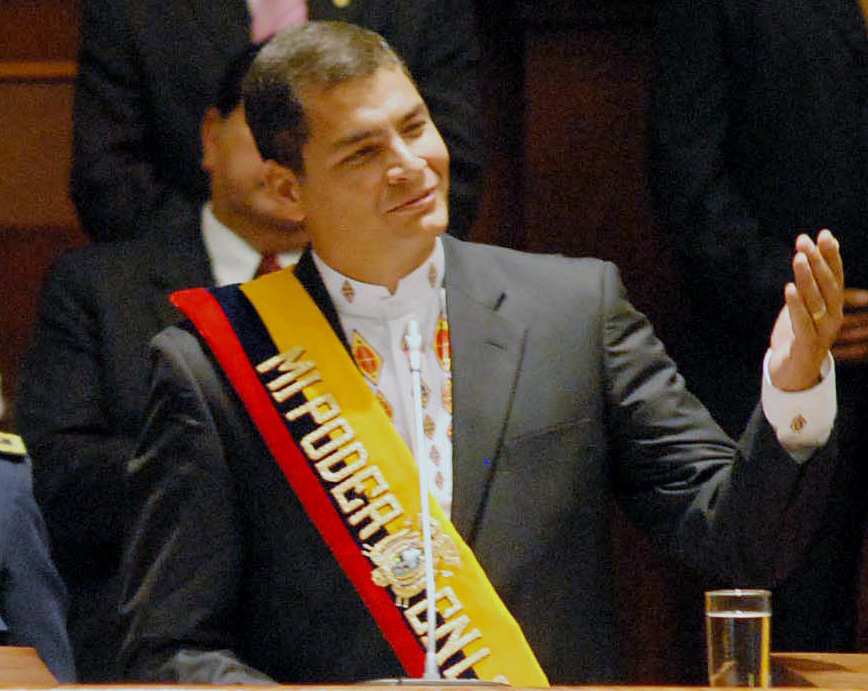
Rafael Correa durante su discurso de posesión en 2009.

La crisis política que vivía el Ecuador llegó a su punto máximo durante la Rebelión de los Forajidos: entonces el reclamo de la ciudadanía fue la salida en 2005 del entonces presidente Lucio Gutiérrez y la disolución del Congreso Nacional y de las autoridades del poder Judicial. La presión social, sin embargo, solo sirvió para provocar la caída de Gutiérrez y la reestructuración de la Corte Suprema de Justicia: el Congreso de entonces declaró el abandono del poder de Gutiérrez y posesionó al Vicepresidente Alfredo Palacio como nuevo presidente. Palacio prometió buscar un mecanismo para reformar la Constitución; sin embargo, todos sus esfuerzos por hacerlo fueron bloqueados por el Congreso.
Durante la campaña para las elecciones presidenciales de 2006, la principal propuesta del candidato de izquierda Rafael Correa fue que el primer día de su gobierno llamaría a consulta popular para instalar una asamblea constituyente que elaborase una nueva constitución y reformase la estructura del Estado, incluyendo la disolución del Congreso: esto le valió la victoria en noviembre de ese año.
El día de la posesión de Correa, el 15 de enero de 2007, su decreto ejecutivo 002 fue llamar a la consulta prometida. Varios conflictos con el Congreso provocaron una crisis legislativa marcada por la destitución de 57 diputados que se oponían a la Constituyente por parte de Tribunal Supremo Electoral. Este organismo electoral finalmente llamó a la consulta. La creación de la asamblea fue ordenada por el 81,72 % de los votantes en la consulta popular del 15 de abril de 2007. Luego, de acuerdo con el Estatuto de Instalación y Funcionamiento de la Asamblea Constituyente (que se aprobó como anexo en la consulta), se desarrolló la elección de los 130 asambleístas, el 30 de septiembre del mismo año, logrando el partido de Rafael Correa Alianza PAIS más del 70% de los escaños.
Durante el período que la asamblea ejerció en funciones, el Congreso Nacional fue disuelto y el Poder legislativo pasó a manos de este organismo. El 27 de junio de 2008, el presidente de la Asamblea Alberto Acosta Espinosa, renunció por divergencias con el presidente de la república Rafael Correa. La Asamblea nombró a Fernando Cordero como presidente de la misma. La Asamblea Constituyente finalizó la redacción de la nueva Constitución el jueves 24 de julio, la misma fue se aprobó por 94 asambleístas. El 25 de julio se realizó la presentación de la nueva Constitución al Tribunal Supremo Electoral para que convoque al referéndum constitucional. El 28 de septiembre de 2008 la nueva Constitución fue aprobada con el 63.93% de los votos y el 20 de octubre del mismo año fue publicada en el Registro Oficial.
En 2008 se dio una crisis diplomática de Colombia con Ecuador y Venezuela, que se desarrolló luego de que fuerzas militares y policiales de Colombia ejecutaran la Operación Fénix, una incursión en territorio ecuatoriano en una misión contra la guerrilla, realizando un bombardeo donde murieron Raúl Reyes, otros 17 guerrilleros miembros de las Fuerzas Armadas Revolucionarias de Colombia (FARC), 4 estudiantes mexicanos y un ciudadano ecuatoriano, quienes se encontraban pernoctando en un campamento fronterizo dentro de este país en la madrugada del 1 de marzo de 2008. Los gobiernos ecuatoriano y venezolano reclamaron al gobierno colombiano por violar la soberanía del Ecuador al ejecutar allí una operación militar contrainsurgente sin autorización, y vulnerar la Convención de Viena de 1961; a su vez el gobierno colombiano dijo haber encontrado, en la incursión, computadores que pertenecían al fallecido Raúl Reyes y que comprometen a dichos gobiernos con el apoyo a las FARC. Los gobiernos de Ecuador y Venezuela explicaron que mantenían contactos con las FARC como parte de las negociaciones, junto con Francia, para liberar rehenes y avanzar hacia la paz en el conflicto armado colombiano. Para los gobiernos de ambas naciones, estas negociaciones habrían sido frustradas por la muerte de Reyes.
Para el 2009 fueron convocadas a elecciones todas las dignidades, según lo previsto en el Régimen de Transición de la nueva constitución aprobada en 2008. Rafael Correa triunfó en primera vuelta con una votación de casi el 52 % de los votos, el expresidente Lucio Gutiérrez obtuvo el 28,24 % de la votación, mientras que Álvaro Noboa Pontón obtuvo el 11,44 % de los votos. Correa tomó posesión del cargo el 10 de agosto de 2009, día del Bicentenario del Primer Grito de Independencia de Quito.
El 30 de septiembre de 2010 se dio el hecho histórico conocido como 30S o 30-S, que fue calificado por el gobierno de Rafael Correa como un planificado intento de golpe de Estado en su contra. Varios periodistas, analistas políticos, otros gobiernos de la región y varios organismos internacionales utilizaron la misma calificación o identificaron matizadamente la revuelta como un «intento de desestabilización»,[cita requerida] a la vez que existe una importante discrepancia a estas versiones desde la oposición al gobierno de Correa y de varios periodistas y analistas políticos, quienes tienden a describirlo como un motín fortuito que incrementó su conflictividad por la acción del mismo presidente ecuatoriano y que a continuación el relato oficialista de una supuesta conspiración golpista ha sido usado mediáticamente para justificar la persecución política a críticos del gobierno ecuatoriano. Posteriormente, el 30S tendría repercusiones legales directas o indirectas, la más destacada a nivel nacional e internacional fue el «caso Correa contra Palacio y El Universo»; a pesar de aquello, años después se pondría en duda la versión oficial como una estrategia política para perpetuar el gobierno y someter a la posible oposición.

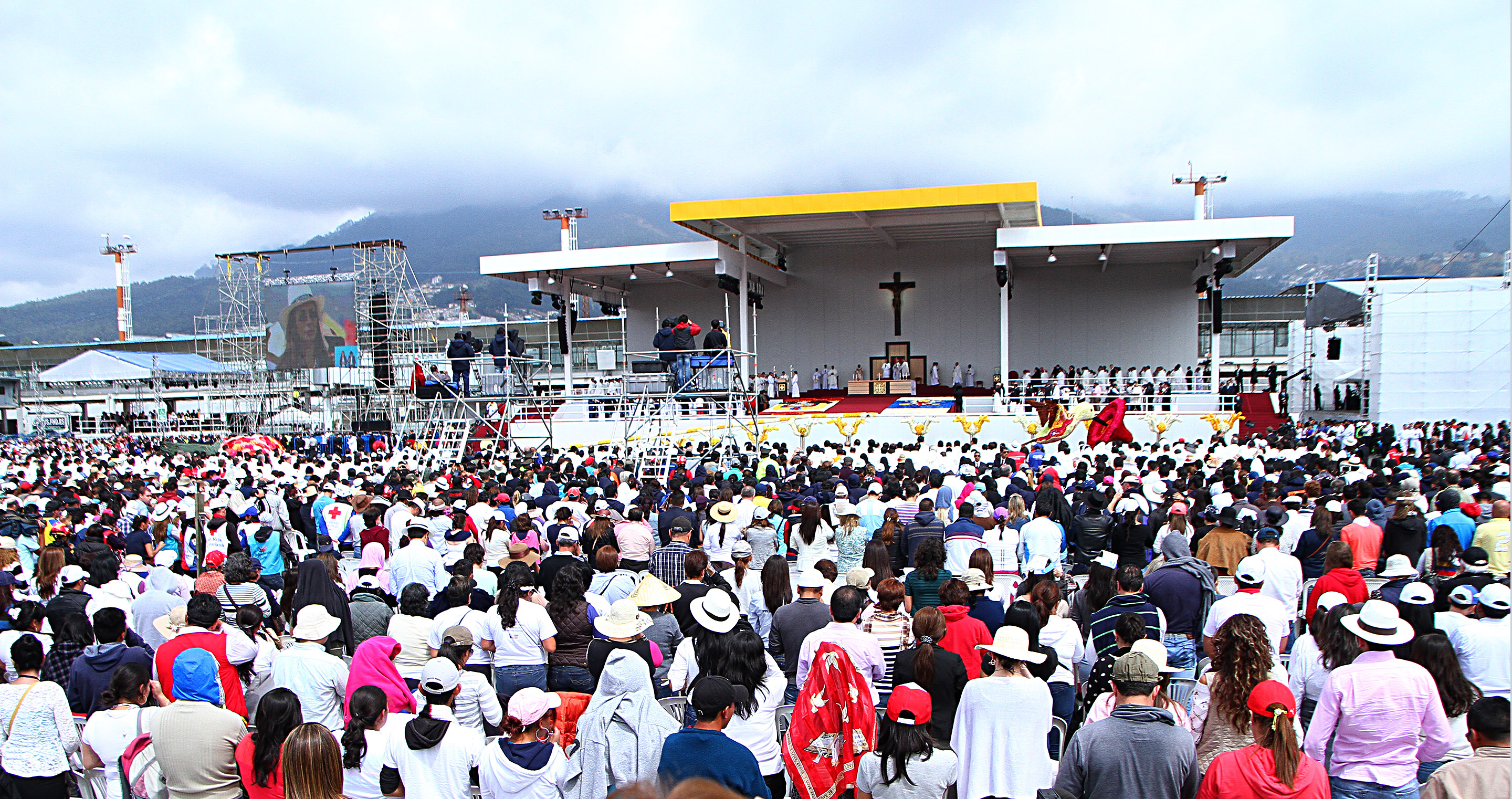
Misa campal del papa Francisco en el Parque Bicentenario de Quito.

En 2013 se dieron nuevas elecciones presidenciales. En la primera etapa, también llamada «primera vuelta», que se llevó a cabo el 17 de febrero de 2013, el presidente Correa resultó elegido para un nuevo período. Debido al porcentaje de votos alcanzado por Correa (57,17 %), se hizo innecesario un balotaje o «segunda vuelta», el cual se estipula en caso de que ningún binomio obtenga más del 40 % de votos y una diferencia de al menos 10 % sobre el segundo binomio, el cual hubiera tenido lugar el 7 de abril de 2013. Se celebraron también las elecciones legislativas para escoger a 137 miembros de la Asamblea Nacional del Ecuador, en donde el partido oficialista alcanzó la mayoría absoluta.
En 2015 se dio la visita del papa Francisco a Ecuador, entre el 5 y el 8 de julio: fue el primer viaje del papa Francisco a Ecuador y la segunda vez que un papa viaja a ese país sudamericano, tras la visita del pontífice Juan Pablo II en 1985. La visita de Francisco formó parte de su gira latinoamericana de 2015, en la cual visitó también Bolivia y Paraguay.
Ese mismo año, Ecuador experimentó una desaceleración económica, con un déficit en la cuenta corriente de la balanza de pagos y una disminución en la producción petrolera. Diversas fuentes se refieren a este período como una crisis económica o el agotamiento de un modelo.

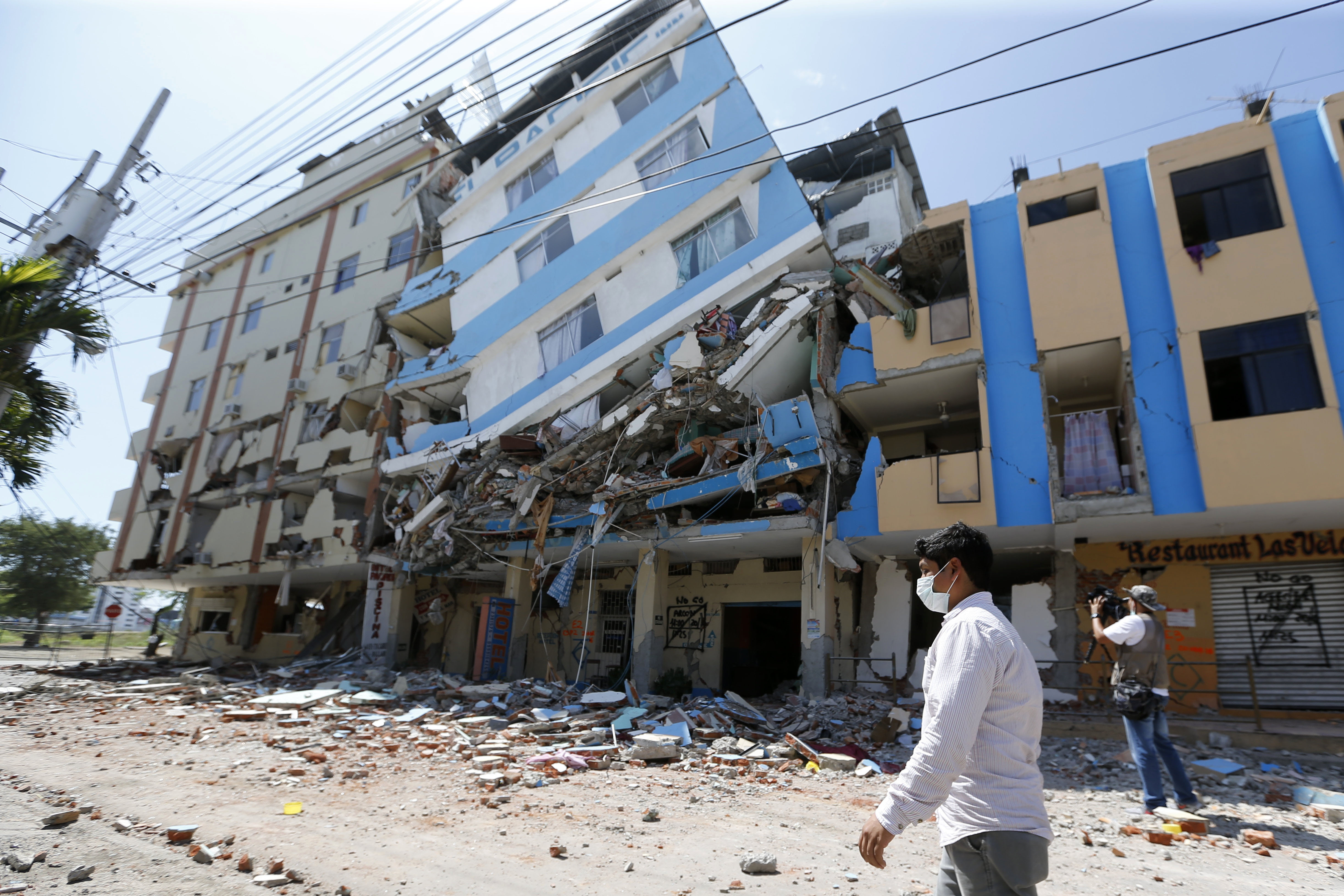
Terremoto de Ecuador del 2016

El 16 de abril de 2016, un terremoto de magnitud 7.8 MW sacudió las costas de las provincias de Manabí y Esmeraldas. Este sismo, con epicentro cerca de Pedernales, causó daños significativos y tuvo un impacto considerable en el país.
El mandato de Rafael Correa concluyó el 24 de mayo de 2017, siendo sucedido por su exvicepresidente Lenín Moreno. Correa fue el presidente con más tiempo en el cargo de forma consecutiva en la historia reciente de Ecuador.

#### Gobierno de Lenín Moreno

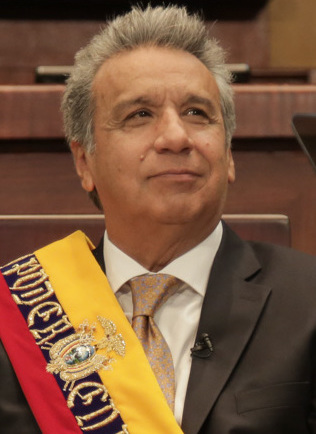
El presidente Lenín Moreno se distanció de la política de Revolución Ciudadana para implementar un modelo económico diferente y alejarse de las acusaciones de corrupción.

Su gobierno se inició con un llamado al diálogo y a la reconciliación nacional, marcando un distanciamiento progresivo de las políticas y el estilo de su predecesor. Este nuevo enfoque buscaba, entre otros objetivos, fortalecer la participación ciudadana y construir un Estado más cercano y transparente.
Uno de los primeros hitos importantes de su gestión fue la convocatoria a una Consulta Popular y Referéndum el 4 de febrero de 2018. Esta consulta abordó siete preguntas sobre diversos temas, incluyendo la reelección indefinida, la reestructuración del Consejo de Participación Ciudadana y Control Social, la imprescriptibilidad de los delitos sexuales contra niños, niñas y adolescentes, y la prohibición de la minería metálica en áreas protegidas, zonas intangibles y centros urbanos. Los resultados mostraron un amplio respaldo ciudadano a las propuestas planteadas por el gobierno, lo que significó un importante espaldarazo político para Moreno y un cambio en el panorama institucional del país.

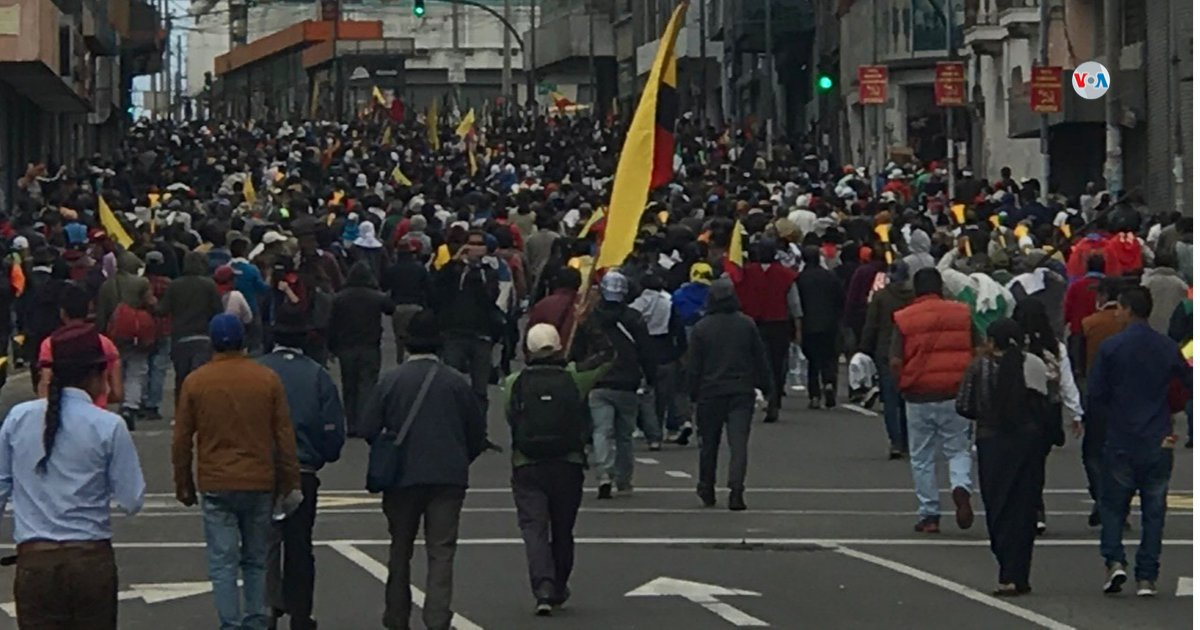
Ecuador sufrió protestas masivas debido a las medidas económicas de Lenín Moreno en octubre del 2019

En octubre de 2019, el gobierno de Moreno enfrentó una de las crisis más significativas de su mandato: una serie de manifestaciones masivas a nivel nacional. Estas protestas se desencadenaron tras el anuncio de medidas económicas, como la eliminación del subsidio a los combustibles. Las movilizaciones, lideradas en gran parte por organizaciones indígenas, derivaron en jornadas de gran tensión y violencia, con cierres de vías, enfrentamientos entre manifestantes y fuerzas del orden, y un estado de excepción decretado por el gobierno. Finalmente, tras un diálogo mediado por la ONU y la Conferencia Episcopal Ecuatoriana, se llegó a un acuerdo para revisar el decreto que eliminaba los subsidios, poniendo fin a las protestas.
La parte final del gobierno de Lenín Moreno estuvo marcada de manera indeleble por la llegada de la pandemia de COVID-19 a Ecuador el 29 de febrero de 2020 con el primer caso importado de Madrid. La emergencia sanitaria global tuvo un impacto devastador en el país, especialmente en los primeros meses, evidenciando deficiencias en el sistema de salud y generando una crisis humanitaria en algunas ciudades, como Guayaquil. El gobierno decretó un estado de excepción y confinamiento a nivel nacional para intentar contener la propagación del virus. La gestión de la pandemia también estuvo salpicada por denuncias de corrupción en la adquisición de insumos médicos.
Ante la llegada de las vacunas contra la COVID-19 a nivel mundial, el gobierno de Moreno implementó un plan de vacunación. A pesar de los desafíos logísticos y las críticas iniciales, se iniciaron las jornadas de inmunización en el país. Hacia el final de su período, se habían aplicado más de un millón de dosis y se tenía previsto inocular a un número significativo de personas. El proceso de vacunación continuaría bajo el siguiente gobierno, con el desafío de alcanzar la inmunidad de rebaño.
Durante su gobierno, Lenín Moreno también impulsó cambios en la política exterior, buscando un acercamiento a países con los que el gobierno anterior había tenido diferencias. Ecuador se retiró de ALBA y de la UNASUR, organizaciones promovidas durante la era de Rafael Correa.
En el ámbito económico, el gobierno de Moreno enfrentó un contexto de dificultades heredadas y agravadas por la caída de los precios del petróleo y la pandemia. Se buscaron acuerdos con organismos multilaterales para obtener financiamiento y se implementaron medidas para intentar estabilizar la economía. Sin embargo, los índices de pobreza y desempleo experimentaron un aumento durante este período.
El gobierno de Lenín Moreno concluyó el 24 de mayo de 2021, tras las elecciones presidenciales que dieron como ganador a Guillermo Lasso. Su período estuvo marcado por un giro político significativo respecto al gobierno anterior, la gestión de crisis internas y externas, y el enorme desafío que representó la pandemia de COVID-19 para el país.

#### Gobierno de Lasso

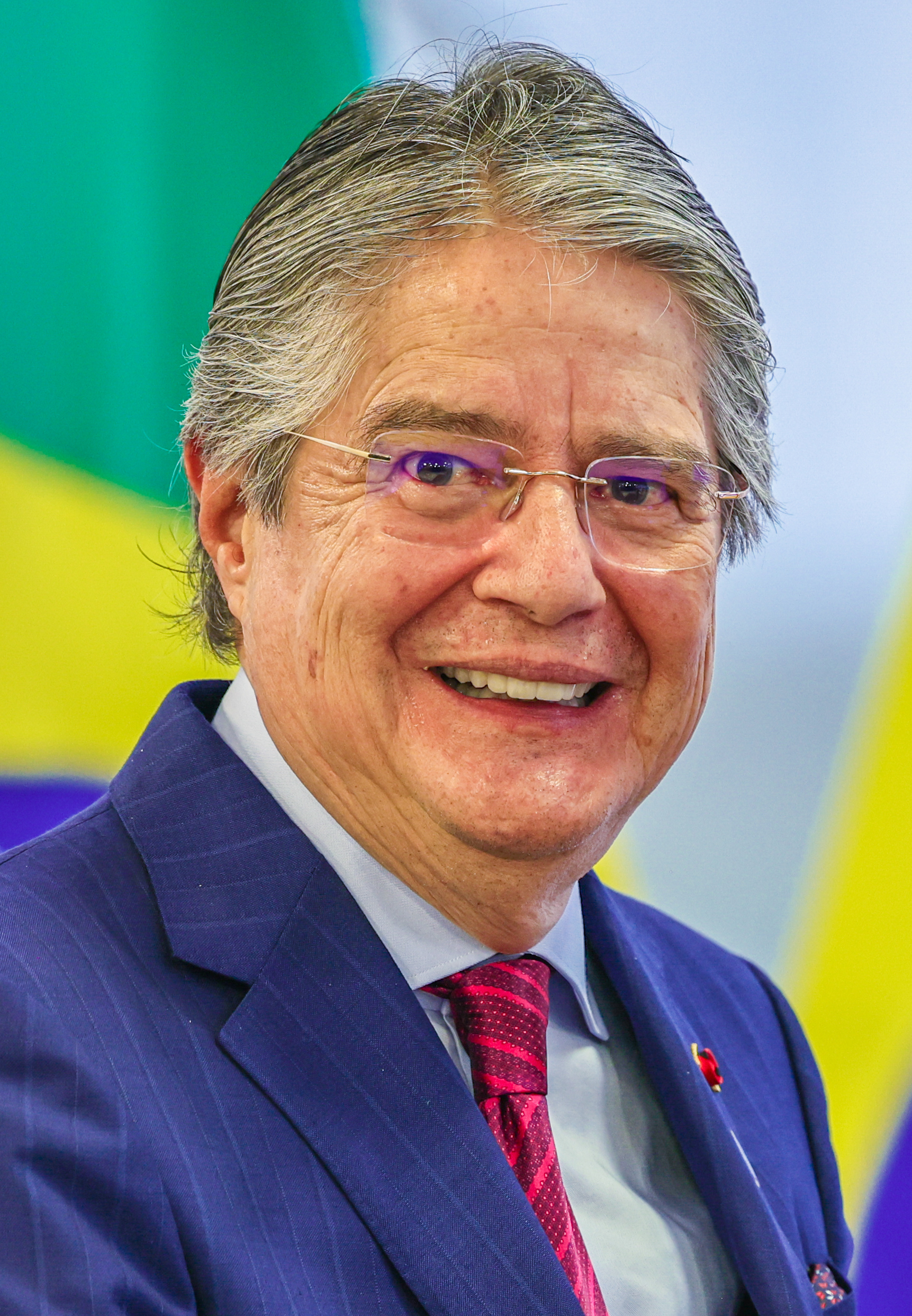
Guillermo Lasso es el quinto presidente desde el retorno a la democracia en no poder concluir su mandato por crisis política y conmoción interna, juicio político y obstáculización legislativa.

Lasso llegó al poder con la promesa de impulsar la economía, atraer inversiones y generar empleo, así como de continuar con el plan de vacunación contra el COVID-19 iniciado por el gobierno anterior. De hecho, uno de los primeros enfoques de su gobierno fue acelerar el proceso de vacunación, logrando inmunizar a un porcentaje significativo de la población en sus primeros 100 días.

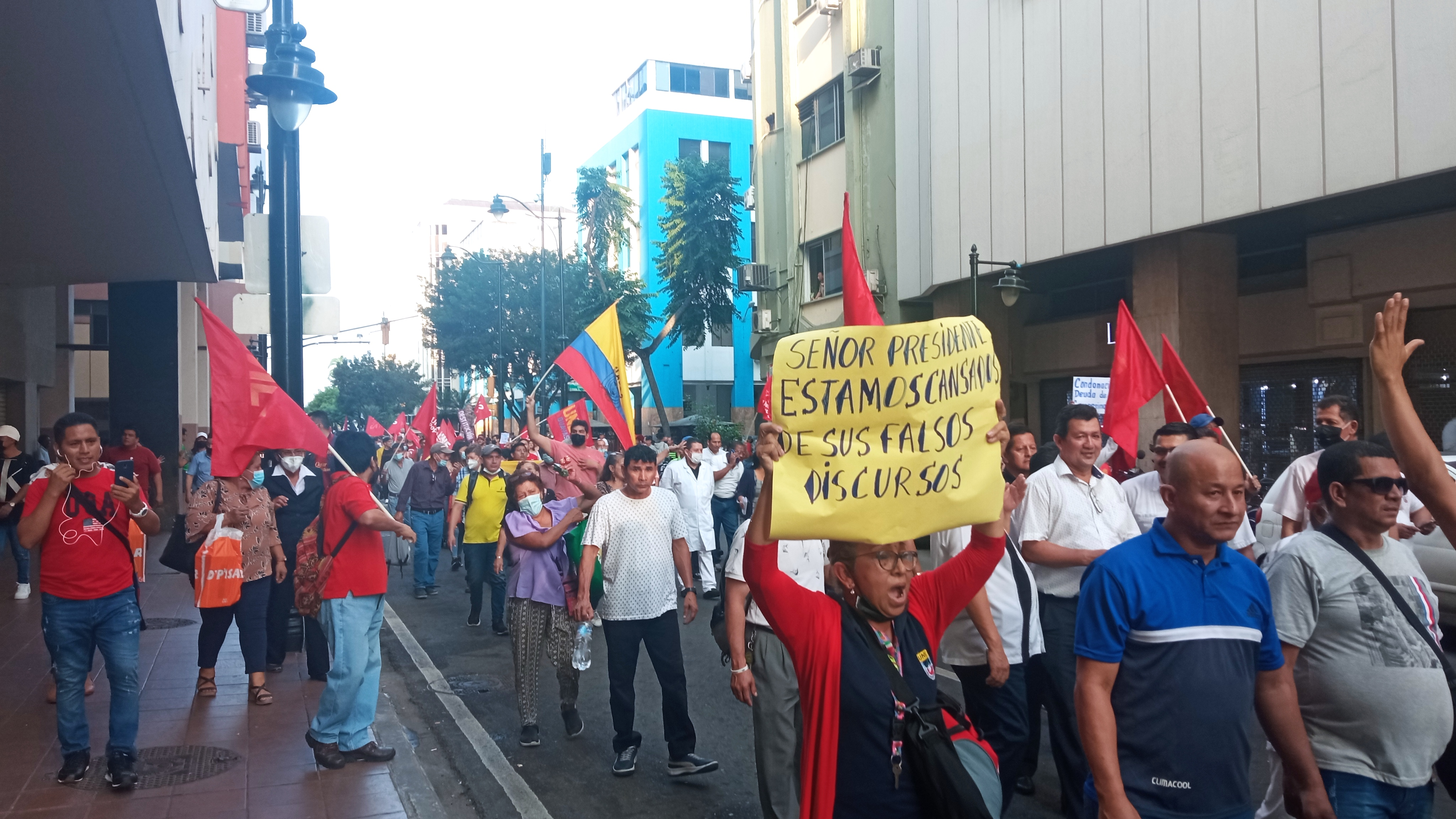
Como respuesta a las medidas económicas del presidente Lasso, iniciaron una serie de protestas a nivel nacional.

Sin embargo, la gestión de Lasso pronto enfrentaría importantes retos en el ámbito social. En junio de 2022, el país fue escenario de un extenso paro nacional liderado por organizaciones indígenas, sociales y sindicatos. Las protestas, que se extendieron por 18 días, tuvieron como principal demanda la reducción del precio de los combustibles, así como políticas en beneficio del sector agrícola, educativo y de salud. Las movilizaciones generaron pérdidas económicas significativas y momentos de alta tensión, culminando con un diálogo entre el gobierno y los movimientos sociales, mediado por la Conferencia Episcopal Ecuatoriana, que resultó en acuerdos parciales, incluyendo la reducción de 15 centavos al precio de los combustibles más usados.
El gobierno de Lasso también estuvo marcado por un clima de confrontación política con la Asamblea Nacional, de mayoría opositora. Esta tensión escaló hasta derivar en un proceso de juicio político contra el presidente en 2023. Las acusaciones se centraron en presuntos actos de corrupción en empresas públicas, en el marco del denominado "Caso Encuentro". A pesar de que Lasso defendió su inocencia, el proceso avanzó en el legislativo.
Ante la inminencia de una posible destitución por parte de la Asamblea Nacional, el presidente Lasso recurrió a una figura constitucional no utilizada anteriormente: la "muerte cruzada". El 17 de mayo de 2023, Lasso firmó el Decreto Ejecutivo 741, disolviendo la Asamblea Nacional y convocando a elecciones generales anticipadas, tanto presidenciales como legislativas. Esta decisión, amparada en el artículo 148 de la Constitución, puso fin abruptamente a su propio mandato y al de los asambleístas, devolviendo al pueblo la potestad de elegir a sus representantes en un nuevo proceso electoral. La convocatoria a elecciones se fijó para agosto de 2023, con una eventual segunda vuelta en octubre.
Otro de los desafíos importantes que enfrentó el gobierno de Lasso fue la crisis energética que se hizo evidente en 2022 y se agudizó en 2023. Esta crisis fue resultado de varios factores, incluyendo una sequía prolongada que afectó la generación de energía en las centrales hidroeléctricas, que constituyen la principal fuente de electricidad del país. A esto se sumaron problemas de mantenimiento en algunas de estas infraestructuras y un aumento en la demanda de energía. La situación derivó en cortes de luz programados a nivel nacional, impactando la vida cotidiana de los ciudadanos y la actividad económica.
Paralelamente a las crisis políticas y energéticas, Ecuador experimentó un alarmante aumento de la violencia y la inseguridad durante el período 2021-2023. Diversos indicadores mostraron un incremento significativo en las tasas de homicidios y otros delitos violentos, asociados en gran medida al fortalecimiento y disputa territorial de grupos de delincuencia organizada y narcotráfico. Las cárceles también fueron escenario de masacres y hechos violentos recurrentes. Este deterioro de la seguridad se convirtió en una de las principales preocupaciones de la ciudadanía y un desafío constante para el gobierno.

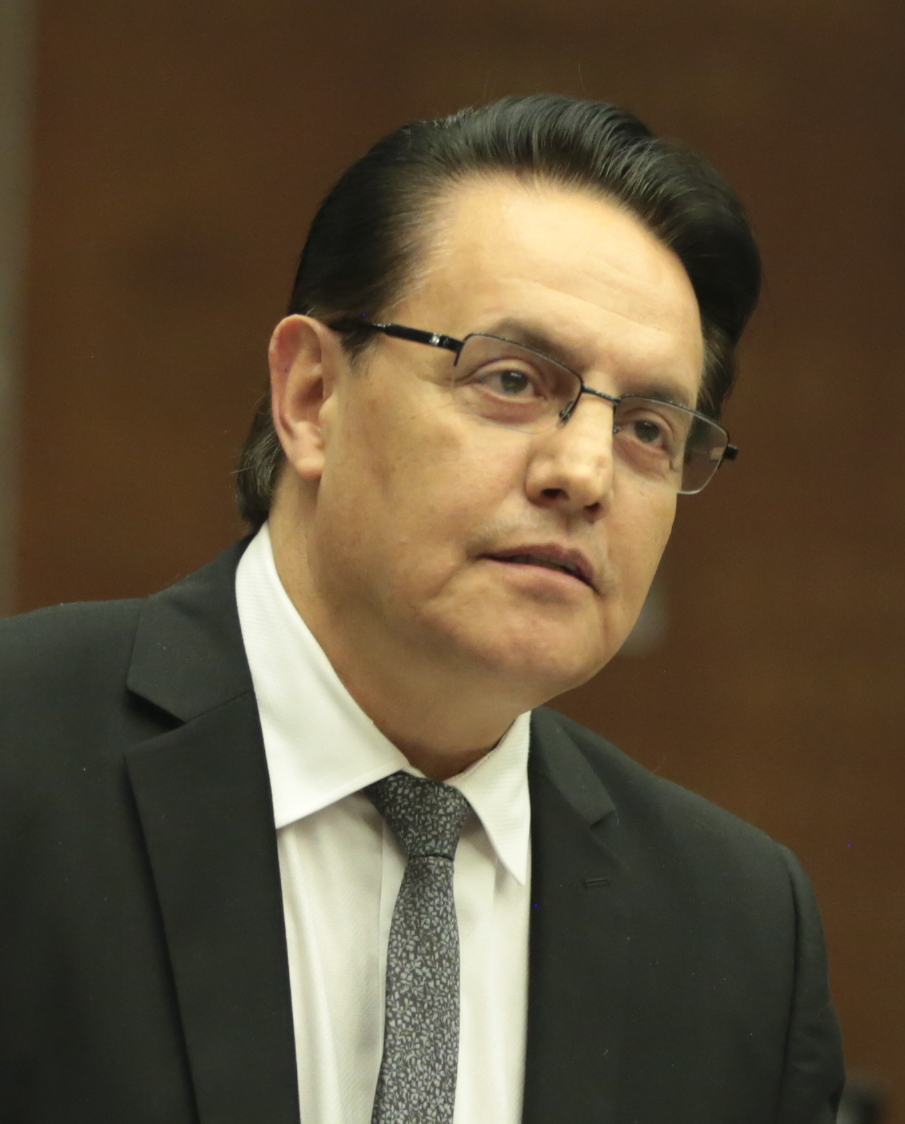
Fernando Villavicencio sufrió un magnicidio en su contra en 2023 antes de las elecciones de la primera vuelta, dejando en claro la violencia y la delincuencia en el país.

En medio de este convulso panorama político, un trágico suceso conmocionó al país durante la campaña para las elecciones presidenciales anticipadas de 2023. El 9 de agosto de 2023, Fernando Villavicencio, candidato a la presidencia de la República, fue asesinado tras un mitin político en Quito. Este acto violento, que cobró la vida de un líder político, dejó al descubierto la creciente inseguridad y la vulnerabilidad de las figuras públicas frente a la violencia criminal y el crimen organizado que escalaba en el país.
En el ámbito económico, el gobierno de Lasso buscó mantener la estabilidad fiscal y atraer inversión extranjera. Se lograron acuerdos con organismos multilaterales y se implementaron algunas reformas tributarias. A pesar de un crecimiento económico en 2021 y 2022 tras la caída por la pandemia, la recuperación fue calificada como lenta en comparación con otros países de la región. Los indicadores de pobreza y empleo continuaron siendo un desafío.
El gobierno de Guillermo Lasso concluyó en noviembre de 2023 con la toma de posesión del presidente electo Daniel Noboa, quien ganó las elecciones anticipadas convocadas tras la aplicación de la muerte cruzada. El período de Lasso estuvo marcado por una intensa conflictividad política, desafíos económicos persistentes, una crisis energética y un deterioro significativo de la seguridad en el país.

#### Gobierno de Noboa

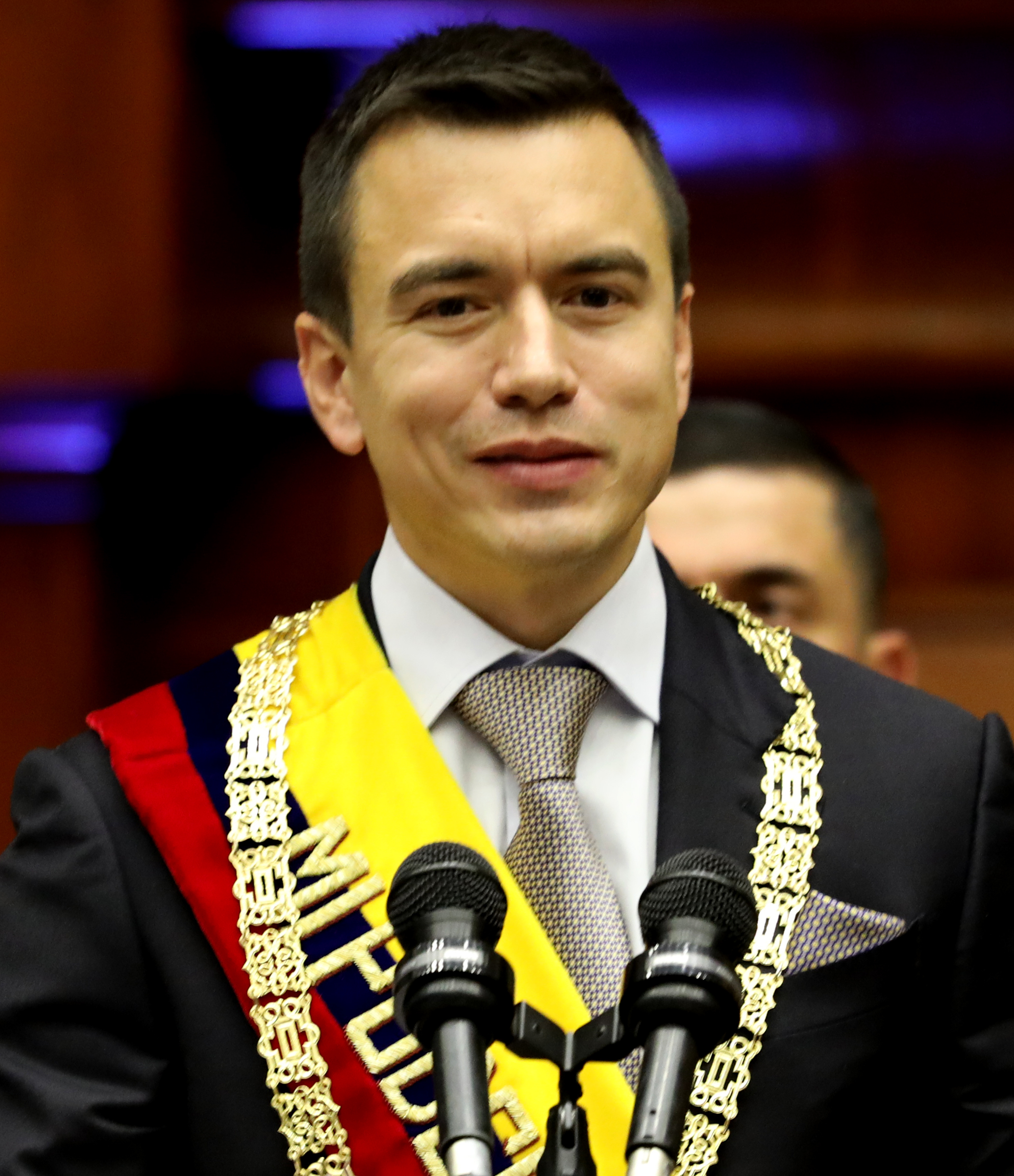
Daniel Noboa es el presidente más joven desde el retorno a la democracia con 35 años.

Su llegada al poder se dio en un contexto de profunda crisis de seguridad y económica, desafíos que marcarían gran parte de su gestión. Noboa, quien se presentó como un rostro nuevo en la política, asumió el cargo para un período presidencial reducido que se extendería hasta mayo de 2025.
Uno de los eventos más impactantes al inicio de su gobierno ocurrió en enero de 2024, cuando el país vivió una escalada de violencia sin precedentes. Tras la fuga de Adolfo "Fito" Macías, líder de una de las principales bandas criminales del país, se desataron motines carcelarios, secuestros de policías y atentados explosivos. La situación alcanzó un punto crítico con el violento asalto a las instalaciones del canal de televisión pública TC Televisión en Guayaquil por parte de un grupo armado durante una transmisión en vivo. Ante estos hechos, el presidente Noboa declaró la existencia de un "conflicto armado interno" y ordenó a las Fuerzas Armadas neutralizar a los grupos del crimen organizado, a los que catalogó como organizaciones terroristas.
En el ámbito político, el gobierno de Noboa promovió una Consulta Popular y Referéndum, que se llevó a cabo el 21 de abril de 2024. La consulta constó de once preguntas, la mayoría relacionadas con temas de seguridad, justicia y empleo. Entre las propuestas se incluía el apoyo complementario de las Fuerzas Armadas a la Policía Nacional, el incremento de penas para delitos relacionados con el crimen organizado, y la tipificación de nuevos delitos. Los resultados mostraron un respaldo mayoritario de la ciudadanía a las preguntas enfocadas en seguridad, aunque algunas de las interrogantes en materia económica y laboral fueron rechazadas.
La lucha contra la corrupción y el crimen organizado también generó atención sobre casos como el denominado "Caso Triple A", relacionado con la presunta comercialización ilegal de hidrocarburos. Estos procesos judiciales visibilizaron la complejidad y las ramificaciones de las estructuras criminales en el país.

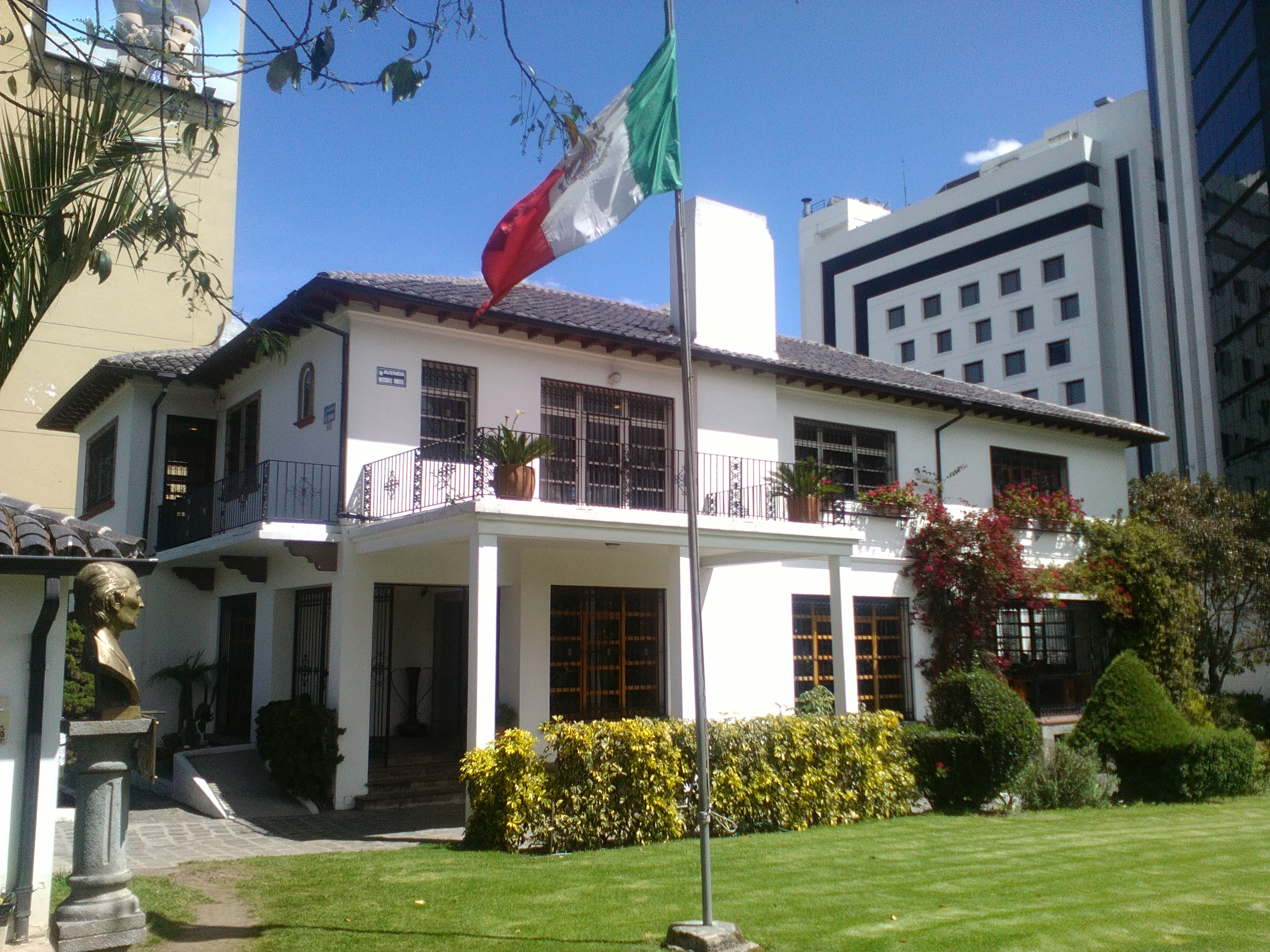
El 5 de abril Ecuador violó la soberanía mexicana al asaltar la embajada para detener al exvicepresidente Jorge Glas.

Un incidente de repercusión internacional ocurrió el 5 de abril de 2024, cuando fuerzas policiales ecuatorianas asaltaron la Embajada de México en Quito para detener al exvicepresidente Jorge Glas, a quien México había otorgado asilo político. Esta acción, que México calificó como una violación a su soberanía y al derecho internacional, llevó a la ruptura de relaciones diplomáticas entre ambos países y generó condenas a nivel internacional. El gobierno ecuatoriano defendió el asalto argumentando que Glas era un delincuente común que no debía recibir asilo.
En el sector energético, Ecuador continuó enfrentando dificultades, evidenciadas en nuevos episodios de apagones en septiembre de 2024. La crisis eléctrica persistió debido a factores como la sequía que afectaba a las hidroeléctricas, la falta de inversión en infraestructura y problemas de mantenimiento.
En el contexto de la cooperación internacional en materia de seguridad, surgió la posibilidad de un intercambio de armamento militar de origen ruso por parte de Ecuador con Estados Unidos. El objetivo sería modernizar el equipamiento militar ecuatoriano, y el armamento ruso supuestamente sería enviado a Ucrania. Sin embargo, Rusia expresó su desacuerdo, y Ecuador finalmente canceló el intercambio tras las críticas rusas, señalando que Rusia era un socio comercial importante y que no triangularían armamento.
Como parte de la estrategia de seguridad para combatir a los grupos criminales, el gobierno de Noboa implementó diversas acciones bajo el paraguas de la "Operación Fénix". Estos operativos militares y policiales tuvieron como objetivo desarticular estructuras delictivas, realizar incautaciones y detener a miembros de grupos de delincuencia organizada en distintas partes del país.
A pesar de que su mandato inicial era de corto tiempo, Daniel Noboa decidió presentarse a las elecciones presidenciales de 2025, buscando un nuevo período de cuatro años. En la segunda vuelta de estos comicios, Noboa se enfrentó a Luisa González, candidata del movimiento Revolución Ciudadana. Finalmente, Daniel Noboa resultó ganador, siendo reelegido presidente del Ecuador para el período 2025-2029.